# 오토 폰 비스마르크
오토 에두아르트 레오폴트 폰 비스마르크쇤하우젠 후작(독일어: Otto Eduard Leopold Fürst von Bismarck-Schönhausen, 1815년 4월 1일 ~ 1898년 7월 30일)은 독일을 통일하여 독일 제국을 건설한 프로이센의 외교관이자 정치인이다.
비스마르크 후작은 프로이센 쇤하우젠에서 융커의 아들로 태어났다. 괴팅겐 대학과 베를린 대학에서 법학을 공부하였고, 이후 공무원으로 근무하다 1847년 프로이센 의회의원에 당선되어 정계에 진출하였다. 또한, 1848년 베를린에서 혁명이 일어나자, 그는 반(反)혁명파로 활동하였고, 1851년 프랑크푸르트에서 열린 독일연방의회에 프로이센 대표로 참석, 이때부터 비스마르크는 독일 통일을 위해서는 '오스트리아를 배제해야 한다'는 대독일주의와 반대되는 소독일주의 통일관을 가지게 되었다. 이후 러시아 주재 대사와 프랑스 주재 대사를 거치면서 국제적 외교감각을 지닌 정치인으로 성장하였다.
1862년 빌헬름 1세의 지명으로 수상에 취임한 뒤 1873년에 퇴임하였고, 1862년 12월 1일에서 1866년 12월 31일까지 빌헬름 1세의 대리청정을 직무 수행하였다. 수상 취임 후 첫연설에서 군비확장을 주장한 《철혈정책》연설로 큰 반향을 일으켰다. 철혈정책에 따라 의회의 반대를 무릅쓰고 군비를 확장하여 1864년 덴마크를, 1866년 오스트리아를 제압하였고 이후 일으킨 프랑스-프로이센 전쟁(1870년-1871년)에서 승리하여 독일 제국을 선포, 통일을 이룩하였다.
이후 비스마르크는 1871년-1890년까지 독일제국의 제국수상으로써의 유럽 외교무대를 주도하면서 강대국 간의 세력균형을 유지하기 위해 노력했다. 3제 동맹, 독일-오스트리아 동맹, 3국 동맹, 이중보호조약 등 수 많은 동맹과 협상관계를 체결하였고, 1877년 러시아-투르크 전쟁이 발발하자 베를린 회의를 주재하여 '공정한 중재자' 역할을 하였다. 국내적으로 1872년부터 남부독일의 가톨릭교도를 억압하기 위한 문화투쟁을 벌였으며, 1878년 '사회주의자 진압법'을 제정하여 사회주의를 억압하였다.
독일의 자본주의 발전과 식민지 획득을 장려하여 아프리카에 독일 식민지를 획득하는 데 공헌을 하기도 하였다. 1890년 빌헬름 2세와의 정책 갈등으로 사직, 정계은퇴를 하였다. 1898년 7월 30일 사망했다.
비스마르크는 일찍이 그의 정치가로서의 경력에 있어 독일 통일의 기회가 있을 것임을 인식했고 하나의 통일국가로서 프로이센을 준비시키는 데 성공했다. 다른 한편으로 그의 1871년 독일제국은 민주주의를 신중하게 제한했으며, 그는 1870년대와 1880년대에 걸쳐서 반(反)-가톨릭과 반(反)-사회주의 법률을 만들었으나 성공하지 못했고 이로 인해 독일 정치 문화에 불신과 분열이라는 파괴적인 유산을 남겼다.

## 생애

### 생애초기

#### 유년시절

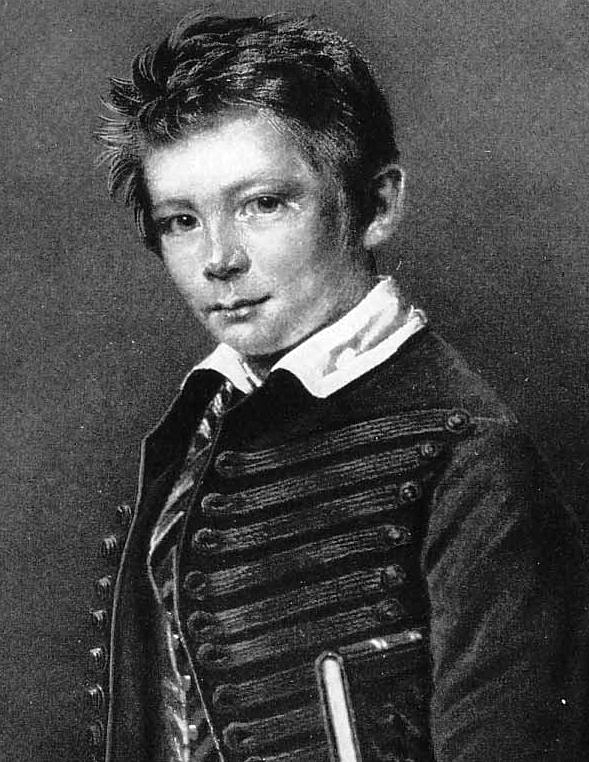
1822년, 7세의 비스마르크

1815년 프로이센의 쇤하우젠에서 융커 (지방호족)출신인 아버지 페르디난트 폰 비스마르크와 어머니 빌헬미네 멘켄 사이에서 셋째 아들로 태어났지만 큰 형 페르디난트가 요절해서 사실상 차남이다. 비스마르크가 태어난 다음해 1816년, 아버지 페르디난트 폰 비스마르크는 가족을 데리고 포메른 지방의 크니프호프로 이주했는데, 그 이유는 그가 자신의 조카로부터 10제곱킬로미터에 달하는 큐르츠(Kuelz)와 야르헬린(Jarchelin)의 광대한 영지를 상속받았기 때문이다. 신앙심이 깊었던 아버지 페르디난트는 지방교회의 재정적 상황이 매우 어렵다는 것을 직시한 후 적지 않은 토지를 교회에 기증하기도 했었다. 이러한 아버지의 기독교 신앙심에 영향을 받은 비스마르크는 훗날 수상이 되면서 교회정책에 대한 영향을 끼쳤다.
비스마르크가 어린 시절을 보낸 포메른지방은 프로이센의 다른 지방들보다 농업의존도가 높았던 지방이었기 때문에 경제적으로 낙후된 지역이었다. 그러나 포메른 지방은 자연 호수, 낮은 언덕, 소규모의 숲으로 구성된 아름다운 풍경을 가진 지역이었다.

#### 교육
유년시절 비스마르크는 어머니 빌헬미네 멘켄의 가정교육을 받으면서 자랐다. 1822년초 베를린의 플라만 초등학교에 입학했으나 플라만 초등학교는 철저한 페스탈로치 방식 교육을 추종했는데, 강한 심신을 지향하는 학교로 유명했다. 비스마르크는 플라만 초등학교의 교육방식에 대해 매우 비판적이었다. 비스마르크는 이 학교를 교도소라고 불렀다. 이어 초등학교 졸업이후 1827년부터 1832년까지 프리드리히 빌헬름 김나지움과 그라우 수도원 부설 인문계 고등학교를 다녔다. 이 기간 동안 비스마르크는 역사과목을 제외한 모든 학과에서 뛰어난 실력을 발휘했다. 그 중에 언어와 지리, 통계학에서는 다른 학생들 보다 월등히 뛰어났다. 비스마르크는 언어능력이 탁월했는데 그리스어와 라틴어로 의사소통 및 서신교환이 가능할 정도였고, 모국어는 물론 영어와 프랑스어, 러시아어, 이탈리아어, 스페인어를 구사했고 자유로운 의사소통이 가능했다. 이 언어능력은 비스마르크가 성인이 된 후 당시의 국제 정세를 파악하는 데 상당히 도움이 되었을 것으로 추정된다. 학창시절 비스마르크는 교사들과 동급생들 사이에서 별로 눈에 띄지 않는 조용한 학생이었다.
1832년 4월 비스마르크는 좋은 성적으로 대학입학 자격시험에 합격했다. 합격 증명서에는 비스마르크가 자격시험에서 받은 성적과 재학 시절의 비스마르크 성격에 대해서도 자세히 기록되어 있다. 이 합격 증명서에서 비스마르크는 탁월한 재주가 있는데도 가끔 자신의 학업을 등한시하는 단점 때문에 평균적인 학생 수준에서 크게 벗어나지 못했다고 전한다.

#### 청년시절

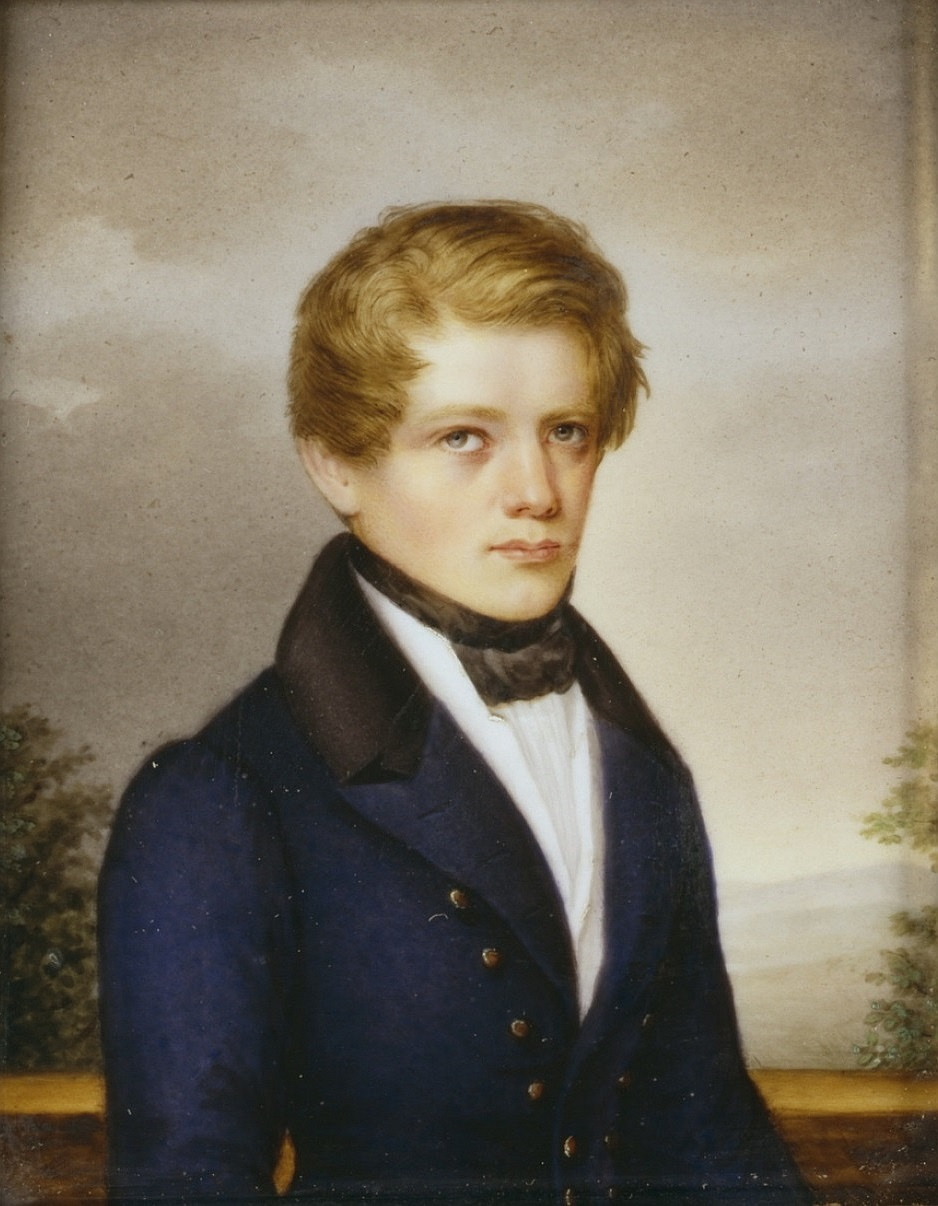
1833년, 18세 청년때의 비스마르크

#### 대학교
1832년 5월 10일, 17살이었던 비스마르크는 사관학교에 진학하기를 바라던 아버지의 희망에 부응하지 않고 법학을 공부하기 위해 하노버 왕국에 있는 괴팅겐 대학교에 입학했다. 비스마르크는 입학한 후 한동안 대학의 학문적 명성을 제대로 활용하지 않고 대학 생활의 즐거움을 추구하면서 놀며 지냈다. 비스마르크는 이 때 자신이 개방적이라고 생각했고 방탕한 생활을 하기도 했다. 실제로 비스마르크는 재학 중에 금지사항에 속했던 '결투'를 25번 이상 하기도 해서 대학교 내부의 감옥에 여러 번 감금되었다. 또한 고루한 대학 강의를 듣지 않고 술집에서 시간을 보내는 경우가 많았다. 이런 생활은 괴팅겐대학교에서 학업을 중단하게 되는 요인으로 작용했다.
비스마르크는 이 대학교에서 역사학자이자 정치학자였던 헤렌(Heeren) 교수의 강의를 들으면서 유럽의 국가 체제에 대한 자신의 독창적인 관점을 형성할 수 있었다. 이후 비스마르크는 베를린 훔볼트대학교에서 학업을 이어나갔고 학교생활과 학업에 충실했다.

#### 법관시보
1835년 5월에 대학을 졸업하고 비스마르크는 법관시보(auskul-tayor)시험에 합격했다. 이후 1835년부터 1836년까지 베를린과 아헨에서 실무를 익혔다. 아헨에서는 국제적인 사교활동의 역동성을 체험했다. 이 때 클리블랜드 공작의 조카딸인 러셀을 만나게 되었다. 얼마 후 비스마르크는 러셀과 연인관계가 되었다. 첫사랑을 하게 되고 나서 관료의 직무를 가끔 유기하기도 했는데, 1837년 7월 초에는 소속 부서의 허가를 받지 않고 그녀와 그녀의 가족들과 함께 장기간 여행을 떠났다.
러셀에 대한 비스마르크의 연정은 러셀이 1838년에 결혼을 했기 때문에 시들었다. 비스마르크의 연애는 일방적으로 끝난 것이다. 자신의 장래를 걱정하던 비스마르크는 외교관이 되고자 했고 이를 목표로 삼았다.
당시 프로이센에서는 고등교육을 받은 모든 사람은 1년 동안 장교로 복무해야 한다는 강제 규정이 있었는데, 이것이 비스마르크의 행동반경을 위축시키기도 했다. 비스마르크는 자신이 군복무를 하기에는 체력이 너무 허약하다는 것을 내세웠다. 그러나 베를린 정부는 비스마르크의 탄원을 수용하지 않았다. 결국엔 1838년부터 포츠담과 그라이프스발트에서 군복무를 하게 되었다.

#### 농장 경영주 생활
비스마르크의 군복무 생활은 1839년 오순절에 끝났다. 그러나, 그는 법정 생활에서의 관료주의적인 관행 및 이에 따른 규칙적 업무 생활에 싫증을 느꼈기 때문에 더 이상 국가 관료로 활동하는 것을 포기했다. 이는 당시 융커 귀족 사회에 널리 확산되어 있었던 관료주의 체제에 대한 반발에서 비롯되었다. 이후 몇년간 비스마르크의 삶은 아버지로부터 상속받은 큐르츠에서 농장 경영주로 살아가는 것이었다. 이 시기에 역사, 철학서를 비롯한 위대한 문인들 작품에 대한 다양한 독서를 통해 자신만의 사상을 수양하는 일에 전념했다.
1842년 비스마르크는 영국, 프랑스, 스위스 등지를 여행하였고, 독서를 많이 하면서 농장 경영주로 지냈다. 여행과 독서를 많이 했지만 비스마르크는 시골에서 하는 생활에 불만이 있었다. 비스마르크는 1844년 4월 7일 포츠담의 정부 관청에서 법률 관료로서 활동을 재개했지만, 편협한 직속상관과의 의견 충돌로 인해 법률 관료직을 14일 만에 그만두었다. 비스마르크의 창조적이고 개성적인 성품은 이런 고루한 관료 생활을 허용하지 않았던 것이다.

#### 마리 폰 타텐과의 만남과 요하나 폰 푸트카머와의 결혼

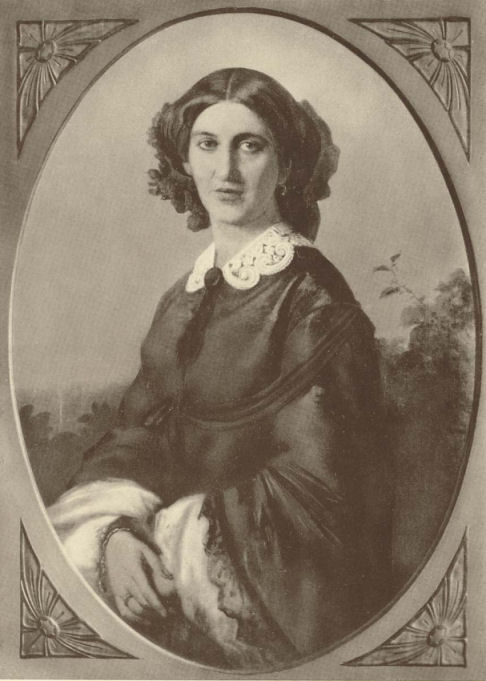
1857년, 비스마르크의 아내 요하나 폰 푸트카머.

1843년 비스마르크는 경건주의 교우회와 빈번한 접촉을 했었는데, 특히 요하나 폰 푸트카머(Johanna von Puttkamer)와의 교류를 통해서는 내면적 전환기를 맞는다. 이 당시 학창 시절 친구였던 브란켄부르크(Moritz von Blankenburg)의 부인이며, 요하나와 가깝게 지냈던 마리 폰 타텐(Marie von Thadden)은 비 기독교적인 비스마르크를 순화시키고자 했다. 이후 개신교의 경건주의 신앙에 귀의한 비스마르크는 엄격한 구약성서적인 성격을 드러낸다. 마리 폰 타텐은 비스마르크를 자신의 친구 요하나 폰 푸트카머와 결합시키는 데 기여한 인물로, 1844년 10월 4일 브란켄부르크와의 결혼 피로연에서 그녀는 요하나를 비스마르크에게 소개했던 것이다. 그러나 마리 폰 타텐은 1846년 여름에 갑작스럽게 죽었고, 타텐이 죽은 후인 1846년 12월 21일 비스마르크는 요하나와 결혼하겠다는 의사를 밝혔다. 그리고 다음해 7월 28일, 비스마르크는 23세의 요하나와 결혼했다. 그는 자신의 동생에게 그녀를 '귀족적 성향을 가졌지만 편안한 평생의 반려자가 될 수 있는 여자'로 소개했다. 비스마르크와 요하나의 결혼이후 세 아이를 낳았다.

### 정계 진출

#### 공직 생활 재개와 통합지방의회 의원 활동

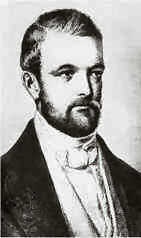
1850년, 35살의 비스마르크.

결혼식 몇 주 전부터 비스마르크는 다시 공직 활동을 펼치기 시작했는데, 이 무렵 1847년 5월 프로이센의 국왕 프리드리히 빌헬름 4세는 '철도 건설에 필요한 재원으로서 공채를 발행하기 위해 프로이센 통합의회를 개원한다.'는 칙령을 발표했고 그에 따른 선거가 각 지방에서 실시되었다. 당시 비스마르크는 융커들로부터 충분한 신임을 받지 못했기 때문에 통합지방의회의 의원으로 선출되지 못했다. 그러나 그는 통합지방의회 의원들 중 어느 한사람이 지병으로 활동을 하지 못할 경우 그를 대신해 보궐 의원으로 활동할 수 있는 권한을 부여받았다. 실제로 브라우휘트시(Brauchitsch)라는 의원이 지병으로 의원 활동을 포기함에 따라 그는 1847년 5월 8일 작센의 통합지방의회 의원에 선출되었는데, 이는 독일 역사상 최초의 실제적 대의회였던 통합지방의회는 온건적 성향의 자유주의자들이 주도했다. 그러므로 왕권 및 융커 계층의 이익을 대변했던 우익 세력은 상대적으로 소수에 불과했다. 작센의 통합지방의회 의원에 진출한 비스마르크는 보수적 성향을 보였는데, 그는 헌법을 인위적으로 제정해서는 안 된다는 입장과 국왕 및 융커 계층의 봉건적 관점을 방어해야 한다는 관점을 피력했다. 여기서 그는 지방의회 의원들의 강한 반발을 야기했다. 그러나 비스마르크는 이러한 비판적 시각에 대해 전혀 개의치 않았다. 뿐만 아니라 그는 국왕 및 귀족 계층의 권한 증대를 향후 자신이 펼쳐야 할 주된 과제로 인식하는 민첩성도 발휘했다.
그러나 비스마르크가 참여한 통합지방의회는 철도 건설을 위한 공채 발행에 동의하지 않음으로써 예상보다 일짝 활동을 그만뒀는데, 이는 통합지방의회 의원들이 철도 건설을 위한 공채 발행에 동의할 법적 권리가 자신들에게 있지 않다는 판단에서 비롯된 것이었다.

#### 3월 혁명
1848년 3월 13일, 프로이센의 수도 베를린에서 프랑스의 2월 혁명의 영향을 받아 민중봉기가 발생했다. 3월 18일 프로이센 국왕 프리드리히 빌헬름 4세는 혁명의 열기가 거세지자 이에 위협을 느껴 두려움 속에서 자발적으로 자유주의적 제 권한을 보장하는 헌법 제정을 승인했다. 아울러 국왕은 프로이센이 독일을 연방국가로 개편하는 과정에서 주도적 역할을 담당할 것임을 공언하기도 했으며, 베를린에 주둔 중인 군대를 포츠담으로 철수시키겠다는 약속도 국민들 앞에 했다. 이후 프리드리히 빌헬름 4세는 프로이센이 오스트리아와는 달리 혁명적 상황으로부터 벗어날 수 있다는 확신을 가지게 되었으나 여기서 뜻밖의 사태를 맞게되는데, 민중들에 대한 군대의 우발적인 발포로 상황이 급반전돼버린다. 군대는 도시 여러곳에 바리케이트를 설치했고, 이어서 격렬한 시가전도 펼쳐졌다. 이러한 심각한 사태속에서 인식한 국왕은 그러한 요구를 수렴했을 뿐만 아닌 그 자신이 독일 제후, 민족과 함께 독일 통합에 매진할 것도 약속했다. 다음달 4월 초, 자유주의자들이 대거 참여한 신내각이 베를린에서 구성되었고 통합지방의회 소집을 위한 작업도 병행되었다.

##### 3월 혁명전후 활동

1848년. 비스마르크와 프로이센 국왕 프리드리히 빌헬름 4세.

베를린에서 전개된 이러한 상황속에 비스마르크는 사태가 크게 번질 것을 우려했기 때문에 혁명세력을 붕괴시키기 위해 자신의 충실한 소작농들을 무장시켜 베를린으로 진격하려 했다. 그러나 그는 자신의 구상이 비현실적이라는 것을 파악한 후 포츠담에 가서 군부의 핵심인사들인 묄렌도르프, 프리트비츠 등 인사들과 심도 있는 대화를 나누었는데, 그 내용은 혁명 세력을 타파할 반혁명적 소요의 당위성을 역설하는 것이었다. 그러나 묄렌도르프는 국왕의 명령없이는 어떠한 군사적 행동을 펼칠 수 없음을 분명히 밝혔다. 결국 비스마르크 자신이 생각하는 바를 실현시키기 위해 국왕을 알현하려 했다. 국왕을 알현하기 위한 노력 끝에 그는 국왕과 몇분간의 독대 기회를 가질 수 있었다. 여기서 비스마르크는 민중봉기를 군사를 동원해 무력진압해야 한다고 주장했으나 국왕은 이에 반대했다. 특히 국왕 프리드리히 빌헬름 4세는 자신이 프로이센의 상황을 알기 때문에 사태를 파악하고 있음을 언급했고 비스마르크는 황족인사들을 만나 자신의 입장을 밝혔으나, 역시 주장은 받아들이지 않아져 거부당했다.
결국 비스마르크는 자신의 계획을 포기하고 고향인 쇤하우젠으로 돌아왔다. 이후부터 비스마르크는 혁명의 진행 과정을 방관자적 입장에서 지켜보아야만 했는데 그 이유는 그가 프랑크푸르트 국민의회 및 프로이센 지방의회의 의원으로 선출되지 못했기 때문이다. 그럼에도 불구하고 그는 간헐적으로 자신의 정치적 입장을 밝히는 데 주저하지 않았을 뿐만 아니라 자신의 입장을 실현시키는 데 적극적으로 참여했다. 비스마르크는 1848년 8월 18일부터 개최된 지주의회에 참석하여 자신의 보수적 관점을 다시금 피력했는데 이는 그가 지주의회에서 '무력으로 반혁명 세력을 타파해야 한다.'는 입장을 표명한 것이다. 아울러 그는 라인 지방의 주 장관이었던 클라이스트 레초프 주도로 간행되기 시작한 '십자신문'의 핵심적 인물로 활동했을 뿐만 아니라 게를라흐 형제가 창당한 보수당에도 적극적으로 참여했다.
한편, 자유주의자들은 이에 고무되어 1848년 5월 헌법제정과 통일을 논의하기 위해 500명의 대표자를 프랑크푸르트 국민의회에 소집했다. 대부분 교육받은 중간계급 출신이었던 대표들은 대독일주의와 소독일주의 통합 방안 등으로 크게 나뉘어 파벌이 형성되어 분열을 야기시켰다. 또한 국민의회에 자유주의 세력의 대표들은 입헌군주제에 입각해서 독일연방을 대표할 황제로 프로이센 국왕을 추대할 것을 결정했지만, 국왕 프리드리히 빌헬름 4세는 이를 거절했다. 힘이 아닌 지식과 양심에 입각했던 대표들이 제공하는 황제의 관은 '돼지의 머리에나 어울린다.'는 것이 그 이유였다. 또한, 프로이센의 융커세력 등 보수적인 귀족계층들은 강력한 군대와 관료제 기구를 장악하고 있는 상황이었기 때문에 자유주의자들이 주도한 국민의회는 어떠한 영향력도 행사할 수 없었다.
이후 독일의 봉건 제후들은 군대의 힘으로 혁명을 분쇄하기 시작하고 끝내 혁명세력은 국가권력의 물리력 앞에서 무력함이 증명되었고 중산층의 자유주의 개혁을 통하여 민족주의를 추구하고자 했던 시도가 깨지고 기존의 보수세력이 승리하면서 자유주의 세력과 민족주의 세력은 궁극적으로 분열하고 보수화되었다. 그러나, 이후 보수적인 체제를 유지하는 프로이센은 나름대로 자유주의와 민족주의를 포용하지 않을 수 없게 되어 자유주의와 민족주의가 혁명이 아닌 점진적인 개혁을 통해서 제도화되었다. 이 당시 비스마르크는 독일의 통합에 대해서는 반대하지 않았지만, 프로이센의 위상 및 독립을 제한할 수 있는 통일 방안에 대해서는 동의하지 않았다. 아울러 그는 프로이센과 오스트리아가 독일권에서 동등한 지위를 확보해야 한다는 관점으로 입장을 밝혔는데 이는 그 자신이 프랑크푸르트 국민의회에서 제기된 통합 방안, 즉 대독일주의와 소독일주의에 대한 관심을 가지지 않았기 때문이다.
1849년 2월 프로이센 통합지방의회 의원으로 선출된 비스마르크는 향후 정치에 전념하겠다는 의사를 밝혔는데 그러한 입장은 자신이 이미 극우세력의 지지를 확보했다는 확신에서 비롯된 것이다. 그에 따라 그는 자신의 영지인 큐르츠 지방을 임대한 후 가족들과 함께 베를린으로 이주했다.

### 외교관 활동

#### 프랑크푸르트 연방의회 대사 활동
1851년 5월 15일, 프랑크푸르트 연방의회 대사로 임명되었다. 그런데 프로이센 정부가 당시 외교정책에 문외한이었던 비스마르크에게 대사 직책을 맡긴 것은 매우 이례적인 결정이었는데, 사실 그를 연방의회 대사로 임명할 것을 제안한 것은 레오폴드 게를라흐로부터 나온 것이었다. 그는 국왕 프리드리히 빌헬름 4세에게 비스마르크의 등용을 적극 추천했는데 이는 비스마르크만이 독일권에서 프로이센의 위상을 높일 수 있다는 판단에서 비롯된 것이었다. 프로이센 국왕 역시 비스마르크의 정치적 성향 및 역량을 파악하고 있었기 때문에 게를라흐의 제청을 수용하는데 주저하지 않았다.
그 후 비스마르크는 오스트리아에 대한 자신의 입장을 우선적으로 정리해야만 했다. 당시 오스트리아 정치가들은 프로이센이 오스트리아와 대등한 국가가 아니며 앞으로도 그렇게 될 수없다는 입장을 피력했었고 비스마르크 역시 이를 인지하고 있었다. 따라서 비스마르크는 독일권에서 프로이센의 위상 증대에 필요한 방안을 강구하고자 했다. 독일의 통일방식에 대해 오스트리아와의 협조를 주장하였지만 결국 오스트리아가 프로이센을 동등하게 취급하지 않는다는 판단을 갖게 되어 오스트리아와 자주 대립하였다.

#### 러시아와 프랑스에서의 외교공사 활동
1859년 1월 23일 러시아 주재 프로이센 공사로 임명되었다. 3월말 임지에 도착한 비스마르크는 러시아 외교 정책의 근간을 파악하려는 노력을 펼쳤고 거기서 자신의 관점을 현실화 시키기 위해서는 러시아의 도움이 절대적으로 필요하다는 것도 인지하게 되었다. 그는 개인적으로 러시아 제국의 차르 알렉산드르 2세와 두터운 친분 관계를 맺음으로써 러시아와 프로이센 사이의 우호적 관계 정립에도 크게 기여했다.
러시아 공사로서의 임기를 끝낸 비스마르크는 1862년 프랑스 주재 프로이센 공사로 근무했다. 근무 기간은 채 1년도 되지 않았지만, 이 시기 그는 나폴레옹 3세의 정책에 대해 깊은 관심을 보였다. 여기서 그는 외교적 업적을 통해 국내 문제를 해결하려는 나폴레옹 3세의 정책 운영과정을 세밀히 관찰해 향후 자신의 정책에도 활용하겠다는 생각을 하게 되었다.
이러한 나폴레옹 3세의 정책의 핵심적인 구도는 실제로 훗날 비스마르크가 수상이 된 후 1860년대 초 군제개혁 과정에서 야기된 의회와의 충돌 및 1870년대 의회 내 반대 세력과의 대립이라는 내정문제를 외교적 업적으로 통해 해결하려한 것 등에서 확인된다.

### 프로이센 수상

#### 군제개혁으로 인한 국왕과 의회의 대립
1859년 호헨촐레른 가의 새로운 지배자로 떠오른 빌헬름 1세는 섭정 지위에 있을 때 전쟁장관과 육군 참모총장으로 임명했던 알브레히트 폰 론(Albrecht von Roon)과 헬무트 폰 몰트케로 하여금 프로이센군을 증강시킬 수 있는 방안을 구체적으로 강구하도록 지시했다. 빌헬름 1세의 명령을 받은 론은 군사력 증강 계획과 그에 따른 예산 확보 방안을 1860년 2월 10일 하원에 제출했다. 그 내용은 '1817년 이후 매년 4만 명으로 고정된 신규 징병 규모를 6만 5천 명으로 늘리고 일반 병사들을 일선 부대에서 3년간 복무 시킨 후 예비군 4년간, 그리고 지방군에서 7년간 복무하게끔 제도를 고친다.'는 내용안이었다. 그리고 이렇게 규모가 확대된 군대를 재정적으로 뒷받침하기 위해 매년 추가 군사비 명목으로 950만 탈러(taler)를 지원한다는 것이었다. 이러한 병력 증강안에 대해 자유주의자들은 원칙적으로 견해를 같이했으나 그들은 예비역 및 후비역 축소가 해방전쟁(befreiungskrieg)의 전통을 계승하고 군제 개혁가 등의 이상이었던 시민과 군대가 결속되었던 전통에 위배된다는 사실을 파악했다. 자유주의자들의 이러한 우려에 대해 빌헬름 1세는 엄격한 군인정신으로 무장한 군대만이 대내외 문제에 대처할 강력한 수단이 될 수 있다는 반론을 제기했다. 이 때문에 군제개혁을 단순한 기술적, 군사적 범위를 넘어 '시민의 군대인가, 국왕의 군대인가'라는 제도 이념적인 갈등과 대립을 함축하게 되었다. 하원은 국왕과의 충돌을 피하기 위해 군비증강을 위한 잠정 예산 승일을 가지고 빌헬름 1세와 타협하고자 했으나 빌헬름 1세는 의회 동의없이도 군제개혁을 할 수 있다는 확신을 가지고 있었다. 즉, 그는 군제 개혁을 국왕의 통수권으로 간주한 것이다.

#### 수상 임명

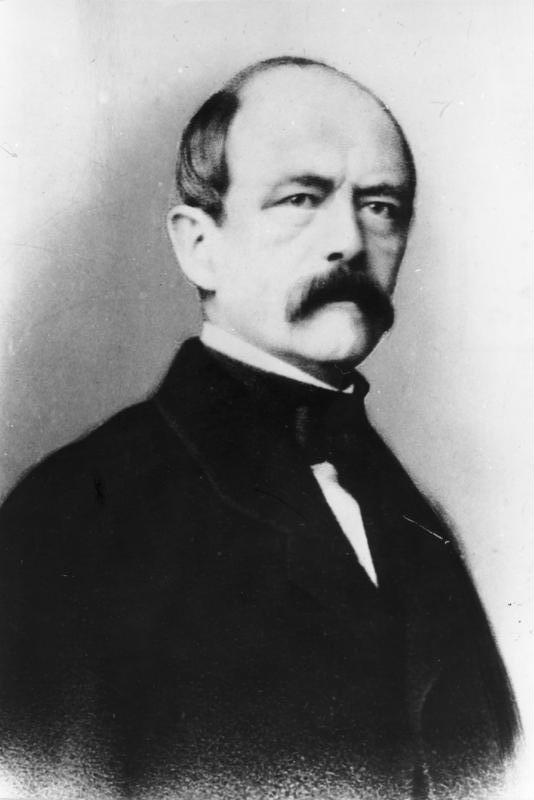
1860년의 비스마르크.

군비 확장 문제로 국왕 빌헬름 1세와 의회와 충돌하던 시기에 국방부 장관 알브레히트 폰 론(Albrecht von Roon)은 비스마르크만이 이러한 상황을 극복할 수 있을 거라고 판단했다. 1862년 9월 18일, 당시 프랑스에 있던 비스마르크에게 '지체하면 위험하다.'는 내용의 전보를 보내 조속히 귀국할 것을 종용했다. 아울러 알브레히트 론은 빌헬름 1세에게 비스마르크가 당시 제기된 문제를 해결할 수 있는 최적의 인물이라는것도 주지시켰다. 그러나 빌헬름 1세는 비스마르크의 수상 임명에 대해 회의적인 태도를 보였다. 비스마르크 역시 빌헬름 1세가 자신에 대해 부정적 시각을 가졌다는 것을 알고 있었지만 알브레히트 론으로부터 전보를 받은 즉시 베를린으로 출발했다. 베를린에 도착한 비스마르크는 9월 20일부터 베를린 근처의 바벨스베르크(Babelsberg)성에 머무르면서 당시 국왕과 의회 사이의 대립을 좀 더 구체적으로 파악하고자 했다. 9월 22일 빌헬름 1세는 자신의 계획인 왕권 양위를 실행하기에 앞서 비스마르크와 서너 시간에 걸친 독대를 했다. 여기서 빌헬름 1세는 비스마르크에게 군제 개혁을 완수할 장관으로 취임할 수 있는가를 물었다고 한다. 또한 비스마르크가 의회의 다수 세력에 의해 관철된 사안을 번복시킬 수 있는지도 확인하고자 했다고 한다. 이러한 빌헬름 1세의 질문에 비스마르크는 '의회와 대립과정에서 군주를 위험에 놓이게 하느니 차라리 그와 더불어 몰락하겠다.'는 견해를 밝혔고, 아울러 그는 빌헬름 1세에게 의회의 기능을 무시한 독재의 시대를 한시적으로 도입해야 한다고 강조했다. 이러한 비스마르크의 확고한 자세는 빌헬름 1세로부터 긍정적인 반응을 받았다. 1862년 9월 24일, 비스마르크는 프로이센 수상으로 임명되었다.

#### 프로이센 수상으로서의 활동

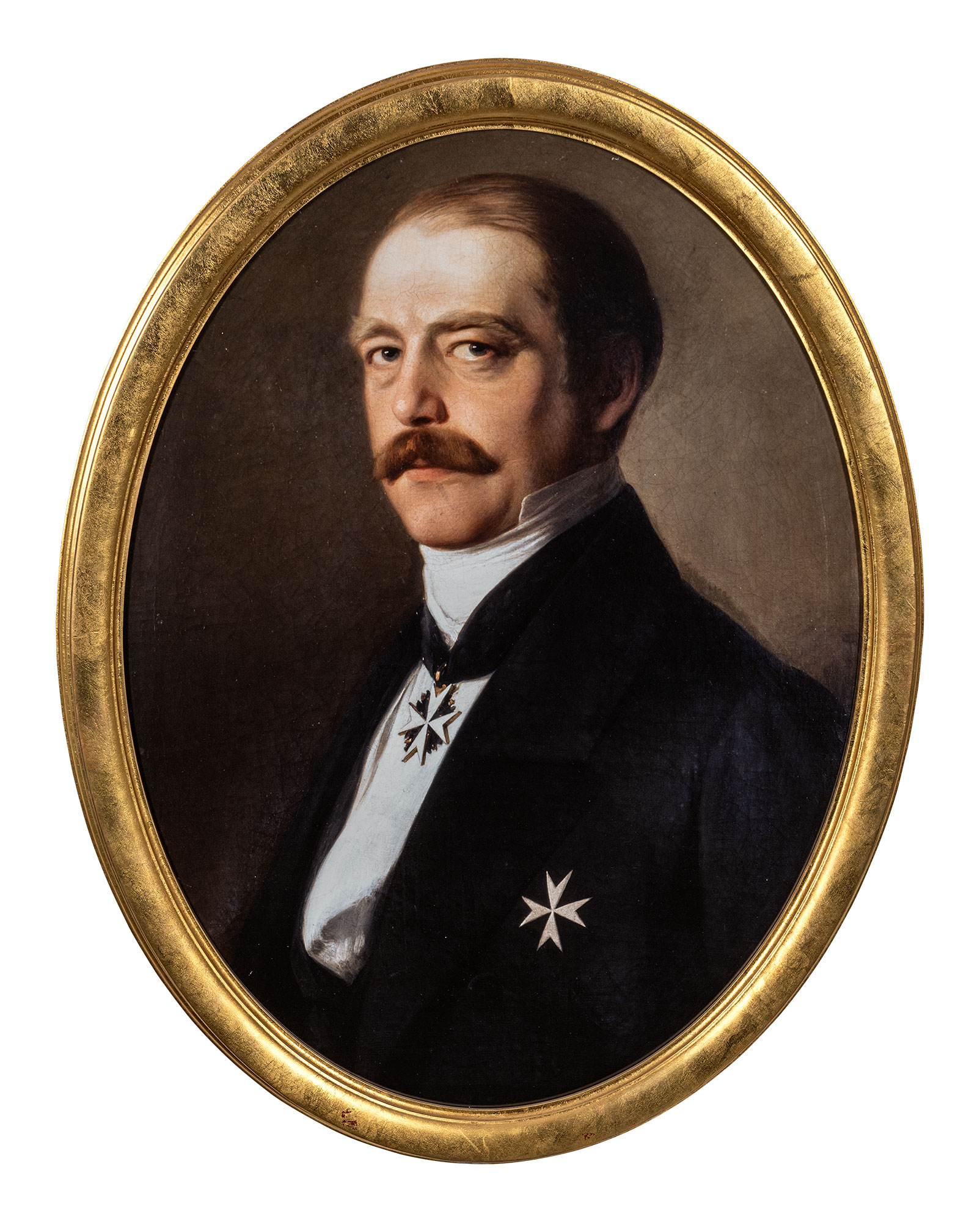
프로이센 수상 시절 때의 비스마르크.

프로이센 수상으로 임명된 그는 예산위원회에서 국가 예산 중 군사비 항목이 삭감된 것에 대한 자신의 입장을 명백히 밝혔다. 즉 그는 1862년 9월 30일 의회에서 다음과 같이 연설을 하였다.
| “ | (....)헌법에는 의회에 대한 해산권을 연달아 12번까지 규정하고 있습니다만은 이는 실제로는 온당치 않은 일입니다. 예산안의 편성이라고 하는 것 역시 이와 크게 다르지 않다고 생각합니다. 법에는 편성안에 대한 거부권의 행사 횟수를 제한하고 있지는 않습니다만 몇몇 의원분들께서는 이를 이용하여 상비군은 무용한 것이며 따라서 이에 필요한 예산 역시 불필요한 것이라는 주장을 통과시키려고 하십니다. (....) 헌법이 위기에 놓여 있다고 하는 것은 결코 부끄러운 일이 아니고, 오히려 명예롭기까지 한 것입니다. 우리는 헌법을 무리하게라고 지켜야만 하는 것인 양 생각하고 있습니다. 이에 대해서 우리는 아주 비판적인 눈으로 바라보아야 하는 것입니다. 여론은 바뀌는 법이며, 신문이 보도한 것을 여론이라고 생각할 수는 없습니다. (....) 국민을 대표하는 의원의 사명은 일반인의 목소리를 지도하고, 그것을 바탕으로 해서 행동하는 것이라고 생각합니다. 비록 군비가 빈약한 우리 몸에 너무 큰 것이라 해도, 그것이 우리에게 이로운 한, 우리는 그것에 익숙해지려는 정열을 가졌으며, 또 감히 그렇게 하고자 합니다. 독일이 현재의 과제를 수행하기 위해 눈여겨보아야 할 것은 프로이센의 자유주의가 아니라 그 군비입니다. 빈 회의 이래 우리의 국경은 정상적인 국가에 어울리는 것이 아닙니다. 이 시대의 중요한 문제들은 더 이상 언론이나 다수결에 의해 좌우되는 것이 아니며 이를 잘 보여주는 것이 바로 1848년과 1849년에 일어났던 일련의 사건이라고 생각합니다. 즉 당면한 문제들은 오직 철과 피에 의해서만 해결될 수 있는 것입니다. | ” |

이 발언은 그 유명한 ‘철혈 연설’발언으로 훗날 그가 '철의 수상'이라는 별명을 얻게 되었다. 하원의 반발로 차기 연도 예산이 확정되지 못한 상태에서 비스마르크는 상하 양원의 불일치로 예산이 통과되지 못할 경우를 대비한 헌법규정이 없음을 파악했다. 따라서 그는 하루라도 국가 통치가 중단되어서는 안된다는 결점이론을 부각시켰던 것이다. 여기서 그는 "프로이센이 영국이 아니기 때문에 베를린 정부는 런던 정부처럼 의회에 대해 책임을 지지 않아도 되며 헌법적인 교착 상태가 초래될 경우 오직 국왕만이 그것을 해결할 수 있는 권한을 가진다."는 입장도 밝혔다. 이후 그는 긴급권을 발동하여 예산 승인 없이 국가를 운영하기 시작했다. 이로써 의회의 예산권은 무력화되었고 군제개혁을 둘려싼 분쟁은 헌법투쟁으로 비화되었다.

#### 조세징수
비스마르크는 관료와 군대를 장악하고 예산 불승인에도 불구하고 조세 징수를 감행했다. 이에 자유주의자들은 납세 거부를 국민들에게 호소했으나 그러한 시도는 비스마르크의 탄압이 더욱 강화하게 만들었다. 이는 사실상 자유주의 세력이 크게 위축되었고 제대로 형성되지 못한 상황이 되었다.
1863년 8월, 오스트리아 황제 프란츠 요제프 1세는 독일연방의 개혁을 논의하기 위해 전체독일군주회의를 프랑크푸르트에서 개최했다. 회의의 주요 의제로는 첫째, 정례적인 제후의회의 소집, 둘째, 집행권을 보유한 '5인 집정부'설치, 셋째, 민족주의적 감정을 완화하기 위해 각국 의회에서 선출된 300명의 의원으로 자문회의를 구성하는 것 등이 선정되었다. 프란츠 요제프 1세의 이러한 제의에 대해 독일권 대다수 국가들은 긍정적인 반응을 보였고 그에 따라 이들 국가의 군주들은 제후의회에 참석했으나 프로이센의 빌헬름 1세는 비스마르크의 조언에 따라 회의 참석을 거부했다. 그러나 회의에 참석한 군주들로부터 다시 초청을 받게 됨에 따라 그의 결심은 흔들리기 시작했다. 이에 비스마르크는 '프로이센의 국왕이 회의에 참석할 경우 이는 단지 독일권에서 오스트리아의 위상만 높여주는 것에 불과하다.'고 견해를 밝혔다. 당시 비스마르크는 빌헬름 1세가 자신의 주장에 동의하지 않을 경우 사임하겠다는 의사를 밝혔고, 이는 빌헬름 1세에게 커다란 갈등이 되었다. 왜냐하면 그는 비스마르크 없이는 국정운영이 돌아갈 수 없을뿐더러 비타협적인 의회와 다시 대립해야 했기 때문이다. 장시간동안 비스마르크와의 개인면담 끝에 빌헬름 1세는 비스마르크의 의견에 따라 제후의회에 불참했다.
한편, 제후의회는 프로이센 국왕의 참여없이 활동을 시작하게 되었고 오스트리아 빈 정부가 제출한 의안 역시 통과되었다. 그러나 오스트리아의 승리는 프로이센의 참여없이 아무것도 성사될 수 없다는 것이 현실적 상황이었기 때문에 이 의안은 아무런 의미도 없는 것이었다.

##### 프로이센-덴마크 전쟁
1864년 2월 16일부터 프로이센은 오스트리아와 더불어 덴마크와 전쟁을 벌였다. 그 이유는 덴마크의 크리스티안 9세가 1863년 11월 16일 슐레스비히 공국을 덴마크에 편입시키려 했기 때문이다. 아울러 비스마르크는 슐레스비히-홀슈타인 문제를 당시 제기되고 있던 독일 통합과 연계시키려는 의도도 가지고 있었다. 이 전쟁은 같은 해 8월 1일에 종료되었고 덴마크의 소유령이면서 독일 연방의 일원이었던 슐레스비히는 프로이센의 신탁통치하에 놓이게 되었다. 오스트리아는 승리의 대가로 홀슈타인에 대한 신탁 통치권을 확보했는데 이는 향후 프로이센과의 대립을 유발시키는 요인으로 작용했다.

##### 프로이센-오스트리아 전쟁
이 당시 비스마르크는 독일권에서 오스트리아가 지향하는 의도를 파악하고 있었기 때문에 소독일주의원칙에 따른 독일권의 통합을 지향했다. 따라서 그는 자신의 관점을 실현시키기 위해서는 오스트리아와의 전쟁도 불가피하다는 판단을 했는데, 이는 오스트리아 빈 정부가 소독일주의 원칙에 따른 독일 통합을 불허했기 때문이다. 빈 정부가 독일 통합을 진정으로 원하지 않고 있다는 확신을 가진 비스마르크는 군사력 강화 정책을 실시했다. 아울러 그는 1865년 10월, 프랑스의 나폴레옹 3세를 비밀리에 만나 '보오전쟁이 발발할 경우 프랑스의 중립'을 약속받았고, 1866년 4월 8일에는 이탈리아 왕국과 3개월간의 한시적 군사동맹 체제를 체결하여 오스트리아가 패전할 경우 이탈리아의 베네치아 지방 합병도 인정한다는 약속을 맺었다. 또한, 러시아 제국과의 친선관계는 비스마르크가 1859년부터 약 3년간 상트페테르부르크에서 대사로 근무했을 때부터 친선을 맺었기 때문에 이미 구축된 상태였다. 1866년 5월 7일, 페르디난트 코헨블린트라는 대학생이 베를린의 운터덴린덴 거리에서 비스마르크를 암살하고자 몇 발의 총을 쏘았다. 그러나 비스마르크는 기적과도 같이 부상을 입지 않았고 코헨블린트는 그 자리에서 체포되었고, 코헨블린트는 감옥에서 자살했다.

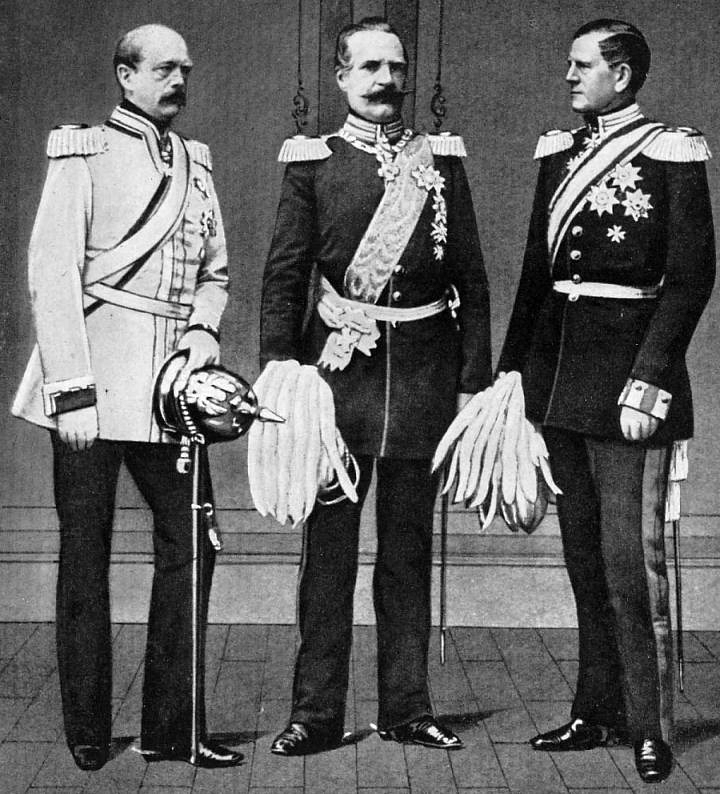
왼쪽부터 비스마르크, 알브레히트 론, 몰트케

1866년 6월 21일 비스마르크는 의회의 맹렬한 반대에도 불구하고 프로이센 군대를 홀슈타인으로 출병시켜 보오전쟁을 일으켰다. 전쟁이 발발함에 따라 오스트리아는 즉시 독일 연방의회를 개최하여 프로이센의 침략 행위를 규탄했고 참여한 국가들 대다수를 자국 측에 가담시켰다. 그러나, 오스트리아는 프로이센군의 신식무기와 신속한 작전에 밀려 3주 만에 홀슈타인령을 상실했다. 이어 7월 3일에는 쾨니히그레츠 전투에서 오스트리아 주력군대는 몰트케가 지휘한 프로이센 군대에 대패했다.
이 전투가 끝난 후 비스마르크는 프랑스 나폴레옹 3세의 개입을 차단하기 위해 1866년 8월 23일 오스트리아와 프라하 조약을 체결했다. 이에 따라 오스트리아가 주도하는 독일연방은 해체되었을 뿐만 아닌 오스트리아 역시 독일 통일 문제에서 배제되었다.
한편, 쾨니히그레츠 전투가 시작되는 날 실시된 하원 선거에서 진보적 성향의 정당은 참패했고 보수파는 대약진을 했다. 비스마르크는 이 기회를 이용해서 1862년 이후부터 예산 승인 없이 사용한 경비에 대해 '사후승인'을 받는 안을 1866년 9월 3일 의회에 제출해 다수결의 승인도 받아냈다. 이후 비스마르크는 자유주의자들과 타협했고 그로써 의회는 프로이센 국왕의 대권, 특히 군 통수권을 승인하고 군제 개혁 역시 기정사실화되었다.

##### 북독일 연방 결성

붉은색이 북독일 연방이며, 남독일의 국가들과 알자스-로렌은 1871년 북독일 연방과 함께 독일 제국으로 편입되었다.

독일 연방이 붕괴된 이후 독일권은 마인강을 경계로 남북 두 개의 블록으로 나뉘었다. 비스마르크는 1866년 10월부터 마인 강 이북의 영방들과 조약을 체결하여 연방 조직을 형성했다. 이에 따라 비스마르크는 프로이센, 작센, 하노버, 쿠어헤센, 나사우 등을 포함한 22개 영방으로 구성된 북독일연방을 결성했다. 북독일연방은 단순한 국가연맹체였던 독일 연방과는 달리 중앙 권력을 갖춘 연방 국가의 성격을 가졌다. 연방 의장은 프로이센 국왕 빌헬름 1세가 차지했는데, 그에게는 국제법상 연방을 대표하고 전쟁과 평화를 선포하고 체결할 수 있는 권한 및 연방군에 대한 최고 지휘권, 법률안 선포권, 연방 수상 임명권 등 여러 권한이 부여되었다. 연방 각 정부의 대표로 구성된 연방참의원과 보통, 평등 선거에 의해 선출된 제국의회(라이히스타크)는 입법권을 장악했다. 따라서 의사 진행의 주도권은 프로이센이 북독일 연방에서 절대적 우위를 차지하게 되었으며 권력행사도 가능하게 되었다.
이와 반대로 마인강 이남 지역에서는 정치적 통합이 실현되지 않았다. 그러나 비스마르크는 남부 독일 국가들, 특히 바이에른, 바덴, 뷔르템베르크, 헤센-다름슈타트 등과 비밀 공수동맹을 맺고 프랑스 나폴레옹 3세의 야심에 대비하고자 했다. 아울러 그는 1867년에 개편된 관세동맹을 통해 이들 국가들을 북독일 연방에 결속시킬 수 있었다. 이로써 관세 및 통상에 국한된 통합이었으나 내용적으로는 남부 독일 대표들을 참여시킨 보다 확대된 북독일 연방 및 프로이센이 군림하는 전 독일적 연방 국가이 원형이 창출되었다.

#### 보불전쟁
북독일 연방 결성 당시 독일권의 상황 변화에 대해 프랑스도 깊은 관심을 보였다. 사실 프랑스는 자국과 인접한 독일권에서 강력한 통일국가가 등장하는 것을 바라지 않았다. 따라서 프랑스는 프로이센과 오스트리아 간의 전쟁을 휴전 주선하면서 그것의 반대급부로 라인강 좌안 지역을 강력히 요구했다. 아울러 프랑스 정부는 프로이센의 강대국화를 막기 위해 라인 강을 경계로 한 독일 문제 처리에 개입하기도 했다. 그러나 비스마르크는 1866년 8월에 프라하 조약 체결할 당시 나폴레옹 3세가 요구한 라인강 좌안지대의 할양을 거절했다. 대신 그는 구 독일 연방과 관세동맹의 가입국으로서 네덜란드 지배하에 있던 룩셈부르크에 대한 프랑스의 야욕을 묵인했다. 이에 따라 나폴레옹 3세는 프랑스 동북방의 경계를 변경시키기 위해 1867년 9월 네덜란드로부터 룩셈부르크를 매입하려고 했다. 비스마르크는 그러한 매입을 용인할려 했으나 북독일 연방은 동의하지 않았다. 이에 따라 국제 여론은 나폴레옹 3세에게만 불리하게 작용했다.
이후 영국의 중재로 룩셈부르크는 중립국으로서의 독립을 유지할 수 있었다. 비스마르크에 대한 기대가 무너짐에 따라 프랑스와 프로이센 간의 관계가 악화되기 시작했다. 이 당시 비스마르크는 프랑스가 독일 통합에 대해 부정적이었을 뿐만 아니라 통일 국가 독일을 저지하려는 의도도 가지고 있다는 사실을 알고 있었다.
1868년, 스페인에서 혁명이 일어나 부르봉 왕가는 쫓겨났고, 혁명 지도자들은 프로이센 빌헬름 1세 국왕의 사촌인 레오폴드 공에게 왕위에 오를 것을 제안하였다. 레오폴드 공은 이를 거절했는데, 비스마르크는 이 소식을 듣고 전쟁의 좋은 구실이 될 수 있다고 생각하여 스페인에 특사를 파견하였다. 빌헬름 1세는 반대했지만, 비스마르크는 1870년 6월 21일에 수락발표를 해버렸다. 프랑스는 이에 반발하여 프로이센 인의 스페인 왕위 계승을 철회하라는 문서를 보냈다. 7월 12일 빌헬름 1세는 비스마르크의 반대에도 불구하고 이를 철회하기로 마음먹었다. 결국 레오폴드 공은 스페인의 왕이 되지 못했고, 스페인에서는 1871년 혁명가 아마데오 1세가 왕으로 선출되었다.
1870년 7월 12일, 프랑스 대사 베네데티는 프로이센 국왕 빌헬름 1세가 머무르고 있던 '엠스 온천'에 가서 '호헨촐레른 가문이 향후 스페인 왕위 계승에 관여하지 않겠다.'는 보증을 받아 내려고 했다. 빌헬름 1세는 프랑스 대사의 무례한 행동을 즉시 비스마르크에게 알렸고 비스마르크는 이를 왜곡시켜 발표했다. 즉, 비스마르크는 프랑스 대사가 빌헬름 1세를 모욕했기 때문에 빌헬름 1세 역시 이에 걸맞게 맞대응하겠다는 내용으로 발표한 것이다. 이것을 이른바 엠스 전보 사건이라고 부른다. 이렇게 되면서 양국 사이의 대립은 첨예화되었고 결국 전쟁으로 이어지게 되었는데, 이것이 보불전쟁이다.

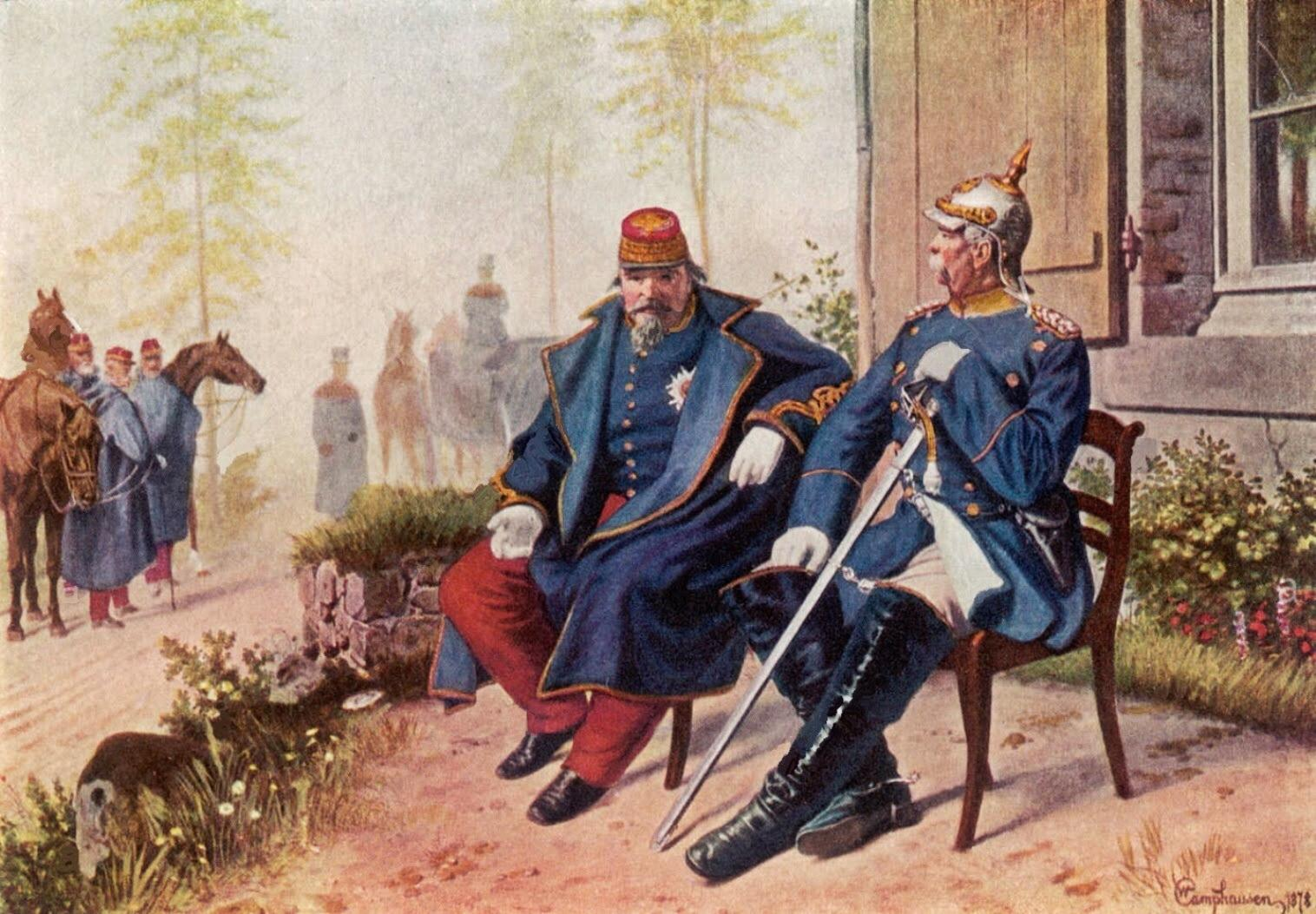
스당에서의 나폴레옹 3세와 비스마르크.

일찍부터 개전을 예견했던 비스마르크는 남부 독일 국가들과 비밀리에 체결한 '공수동맹'에 따라 이들 국가들로부터 군사적인 지원을 받았다. 아울러 그는 러시아 제국을 비롯한 유럽 국가들로부터 사전에 중립을 약속받았다. 또한 그는 몰트케 장군에게 전쟁 준비를 철저히 할 것을 명령했고 그 결과 독일 연합군은 병력, 장비, 훈련 등에서 프랑스군을 압도했다. 따라서 전쟁이 시작된 지 2개월도 채 안되어 1870년 9월 4일, 나폴레옹 3세는 8만 6천 명의 프랑스군과 함께 스당(Sedan)에서 항복하고 강화를 제의했다. 그러나 프랑스에 대해 철저한 타격을 가하고자 했던 비스마르크는 강화 제의를 거부하고 이듬해 1871년 1월 29일 프랑스 수도 파리시를 점령했다. 하지만, 유럽 국가들이 중립을 포기할 수도 있다는 판단하에 비스마르크는 가능한 빨리 전쟁을 종결시켜야 한다고 생각했다. 그리하여 1871년 5월 10일 비스마르크는 프랑크푸르트에서 프랑스와 알자스-로렌 지방의 할양 및 50억 프랑의 배상금 지불을 내용으로 하는 조약을 체결하고 전쟁을 종결시켰다.

##### 독일 제국 선포

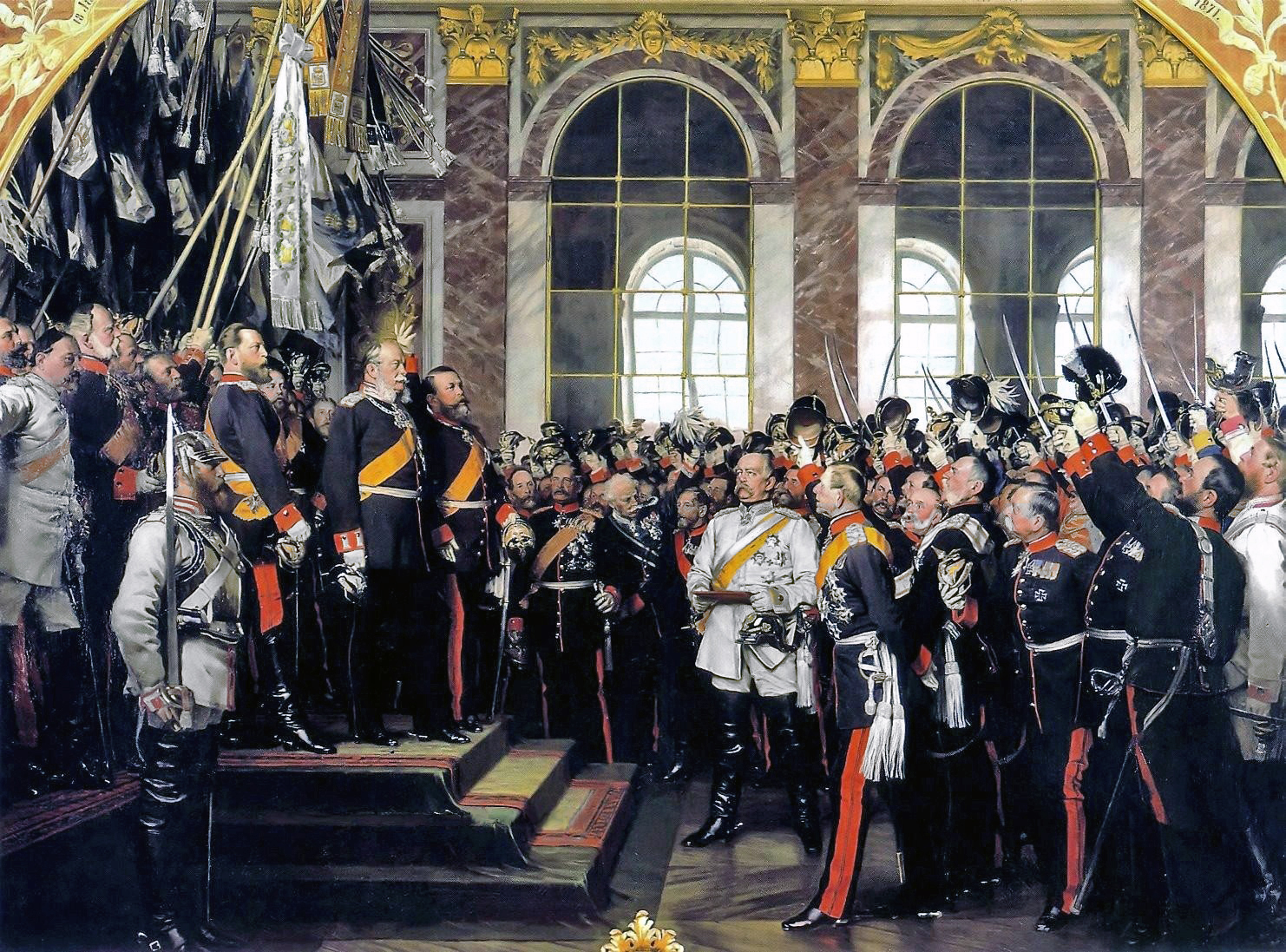
베르사유 궁전 거울의 방에서의 독일제국 선포식 (하얀 제복을 입은 이가 비스마르크, 그의 옆은 몰트케 장군)

1871년 1월 18일 베르사유 궁전에서 독일 제후들에게 추대되는 형태로 프로이센 국왕 빌헬름 1세가 독일제국 황제로 즉위함으로써 제국을 선포하였다. 이로써 '독일 제2제국'이라 불리는 독일제국이 성립했다.
베르사유 궁전에서 탄생한 독일제국은 4개의 왕국, 18개의 공국, 3개의 자유시 등 25개의 국가와 2개의 제국령 (알자스-로렌)으로 구성된 연방 국가였다. 비스마르크는 1871년 독일제국 제국수상이 되었다. 이 당시 독일제국의 수상은 프로이센 수상도 겸임했다. 또한 비스마르크는 의회가 아닌 황제에게만 행정적 책임을 졌기 때문에 황제와 더불어 국정을 실질적으로 운영해 나갈 수 있었다. 한편, 북독일 연방이 창설된 이후부터 비스마르크를 지속적으로 지지해온 국민자유당은 제국 창건과 더불어 당세를 비약적으로 확장시켰다. 비스마르크는 국민자유당의 절대적 지지를 토대로 경제 정책과 법률 정비에 박차를 가했고, 1871년 그는 마르크를 통화 단위로 채택하고 다음해에는 은본위 제도를 금본위 제도로 전환시켰으며 1875년에는 제국은행도 설립했다. 또한 각 지방마다 달랐던 도량형도 미터법으로 단일화 시켰다. 그러나 비스마르크는 법제적 통일이 자신이 생각한 것보다 많은 시간이 필요하다는 것을 인지했기 때문에 점진적인 개혁을 채택했다.

### 독일 제국 수립 후 그의 정책
비스마르크는 1871년부터 1890년까지 독일 제국의 초대 총리로 있었다. 그는 통일 독일의 내부를 통합시키려고 했다. 또한 통일 이후 비스마르크는 더 이상 전쟁을 일으키려 하지 않았다. 그는 노련한 외교정책을 펼쳐서 프랑스를 고립시키려 했고, 유럽의 세력균형을 이루어 평화를 유지하려고 하였다.

#### 외교 정책
통일을 위해 수많은 피를 흘린 비스마르크는 통일 후에는 사람이 바뀐듯 평화 애호가가 되었다. 그는 삼제동맹, 독일-오스트리아 동맹, 삼국 동맹, 이중보장조약 등 동맹과 협상관계를 체결하여, 숙적이었던 프랑스의 고립화를 꾀하고 독일 지위를 튼튼하게 함으로써 국력을 충실히 하려 하였다. 그리고 러시아-터키 전쟁(1877) 후에는, 베를린회의를 주재하여 '공정한 중재자'의 역할도 했다.
그러나 그의 외교 정책은 비스마르크가 아니면 유지하기 힘든 어려운 정책으로서 후계자가 비스마르크 만큼 훌륭해야 했다. 비스마르크 사임 후 독일제국은 그만한 역량을 갖춘 수상을 가지지 못했고, 프랑스를 고립시키기 위한 외교 정책이 하나씩 허물어지면서 제1차 세계 대전의 원인 중 하나가 되었다.

##### 식민지 경영
그는 원래 현상유지론자였음에도 불구하고 식민지를 확장하여 아프리카에 토고·카메룬(1884), 독일령 동아프리카(1885, 현재 탄자니아), 독일령 남양 제도와 독일령 남서아프리카(현재 나미비아) 등을 경영하였다. 그의 집권 아래 독일 공업은 유럽에서 가장 발전하였으므로, 비스마르크 시대 말기에는 그의 평화정책에 반대하는 식민주의자가 늘어나 그를 중상하였다. 독일령 동아프리카는 1918년에 영국, 프랑스, 벨기에에 할양되었으며 독일령 남양 제도는 미국과 일본, 오스트레일리아에 할양되었다.

#### 국내정책과 문화투쟁

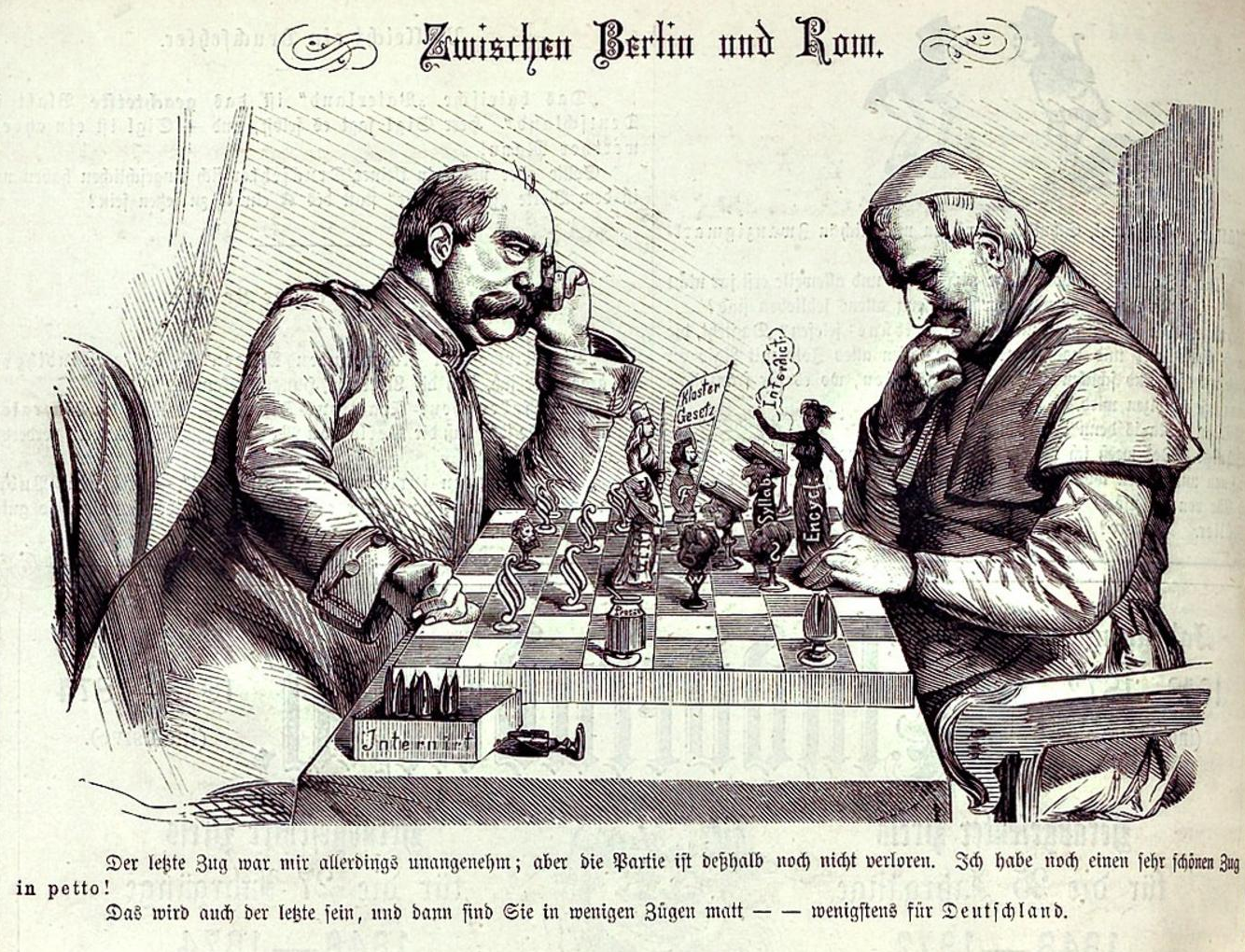
독일의 풍자 잡지 《클라데라다취》의 1875년판에 실린 문화투쟁을 풍자한 만화. 왼쪽 인물은 비스마르크이며, 오른쪽 인물이 교황이다.

#### 가톨릭 탄압
그에게는 국내에 많은 반대 세력이 있었다. 비스마르크는 자신의 반대 세력인 특히 남부 독일을 중심으로 한 로마 가톨릭 교회신자를 억압하기 위하여 가톨릭 중앙당과 로마 가톨릭교회에 공격을 가하였고, 1872년 이후 벌어진 이 투쟁을 '문화투쟁(Kulturkampf)'이라고 부른다. 이러한 투쟁은 로마 가톨릭교회가 개신교의 영향력이 큰 프로이센에 대해 종교를 이유로 분리주의적 태도를 취한 데서 시작되었다. 비스마르크는 이에 대응해 수많은 로마 가톨릭교회 수도원을 폐쇄하고 주교와 수사들을 구속하였으며, 가톨릭 수도공동체인 예수회를 추방했다.
이에 맞서 로마 가톨릭교회신자들은 교회를 지키려고 가톨릭 중앙당을 중심으로 뭉쳐서 저항했다. 이러한 가톨릭 교회 탄압에 대한 불만이 커졌고, 더욱이 독일 의회에서 중도좌파인 사회민주주의자들의 세력이 강해지자 그들에 맞서기위해서 보수정당인 가톨릭 중앙당의 지지가 필요해진 비스마르크는 교황 레오 13세와 협상을 시작하였다. 그의 문화투쟁에 대해 개신교 일부에서도 반대가 있었다.

#### 사회주의 탄압
사회주의 곧 사회민주주의 세력에 대해서는 사회민주주의자 탄압법(1878년)을 제정하는 한편, 슈몰러 등의 강단(講壇)사회주의 사상을 도입하여 사고·질병·양로보험·정년제도 등의 사회복지정책을 추진하였다. 그럼에도 사회민주주의 세력은 증가하였을 뿐만 아니라 독일에서의 사회민주주의 운동을 금지하는 법의 틈을 이용하여 독일 이외의 지역에서 사회민주주의 운동을 하는 지혜를 발휘함으로써 탄압을 극복하였다. 또한 보수당 일부에서도 비스마르크의 사회민주주의 탄압에 대해 반대가 있었다.
결국 사회민주주의 운동 탄압은 소기의 목적을 충분히 달성하지 못하지만, 비스마르크의 사회보장제도는 현대 독일정부에서 사회보장제도를 개혁하기 전까지 그 원칙만큼은 사용되었다.

#### 복지국가
오토 폰 비스마르크는 1880년대에 사회보장제도를 시행함으로써 독일이 정부가 시민의 복지를 책임지는 복지국가가 되도록 했다. 그가 시행한 사회보장제도는 건강보험(1883년), 산업재해보험(1884년), 노령연금, 장애인연금보험(1889년)이 있다. 비스마르크가 사회보장제도를 시행한 이유는 수입이 불안정한 노동자들이 국가에 불만을 갖지 않게 하여 혁명이 일어나지 않게 하려는 것이었다. 보수정치가인 비스마르크가 사회안정을 위해 복지국가를 만들었다는 사실은 복지국가를 좌파라고 주장하는 논리가 얼마나 근거없는지를 말해준다.

#### 경제 정책
1870년에 프로이센-프랑스 전쟁으로, 자원이 많은 알자스지방과 로렌지방을 획득하고, 50억프랑의 전쟁배상금과 국내 시장의 통합 구축으로 호황을 누리게 되었고 그 과정에서 새로운 기업들이 속속 탄생했다. 그러나, 1873년부터 시작된 수년간의 경제 불황과 주가의 대폭락으로 수 많은 기업의 도산 및 노동자들의 대량실업을 야기했다. 통일과정에서 적극적으로 지지한 국민자유당의 지원하에 자유주의적 제 개혁을 시행함으로써 독일 경제는 비약적인 성장을 구가했지만 장기간의 공황으로 자유주의자들의 이상은 어려운 국면을 맞이하게 되었다. 이러한 상황속에 수상 비스마르크는 국민자유당을 대신하여 보수당과 중앙당으로부터 지지를 얻고자 했다. 이때부터 비스마르크는 기존의 경제 정책을 포기하는 대신 새로운 경제 정책 방향을 제시했는데, 그는 보호관세 제도를 강화시켰을 뿐만 아니라 중앙정부에 대한 지방정부의 부담금 역시 증액시켰다. 이러한 비스마르크의 정책적 변화는 자신과 국민자유당 사이의 균열을 가져왔으나 보수당과 중앙당과의 결속을 촉진시키는 계기가 되었다. 그리고 이러한 판단은 점차 독일의 자본주의 발전과 산업화가 크게 발달했다. 특히 산업화의 결과는 1871년 인구의 5분의 1을 점유하던 노동자의 수를 급증시켜 1880년대 초에 이르러 그 수가 인구의 4분의 1에 이르게 되었다. 그러나 이들 노동자들은 장기간 지속된 경제적 불황으로 어려운 상황에 놓이게 되었다. 이런 상황은 '경제적 평등'을 지향하던 사회주의 세력을 급증시키는 요인이 되기도 했다. 정치면에서는 융커(부르주아)와 군부에 의한 전제적 제도를 그대로 남겨놓았다.

### 사직

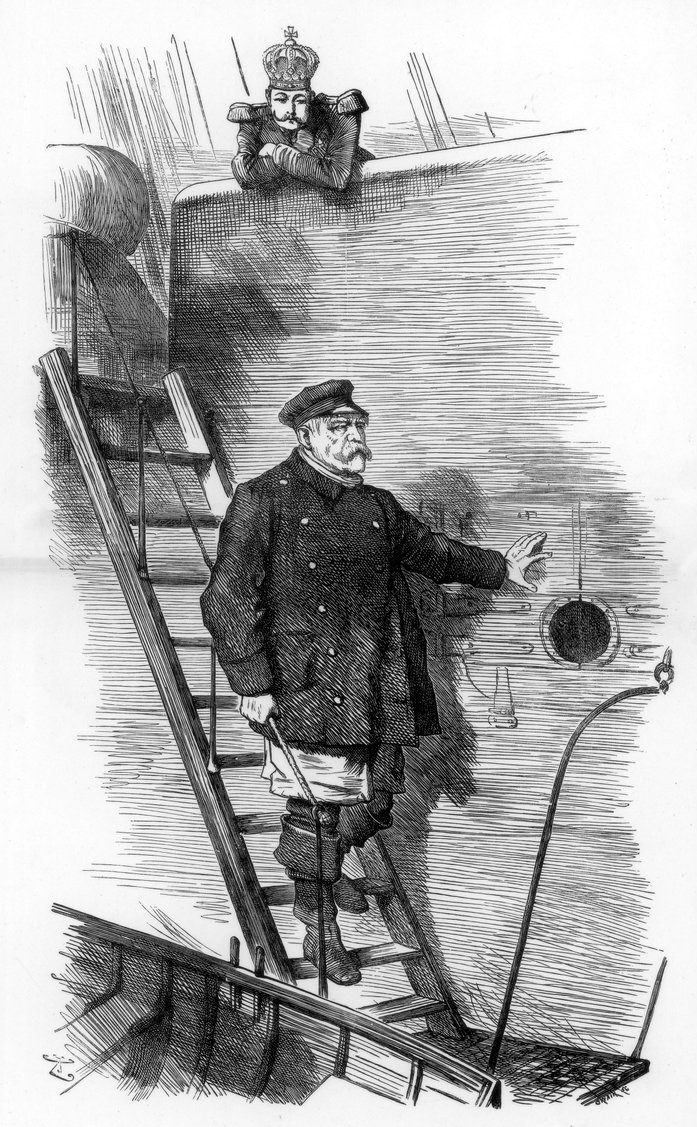
비스마르크 해임의 풍자화

1888년 3월 9일 빌헬름 1세가 91세 나이로 사망했다. 같은 날 비스마르크는 제국의회(라이히스타크)에서 자신과 빌헬름 1세 사이 돈독한 연대감 때문에 제국을 보다 효율적으로 통치할 수 있었다는 내용의 추모사를 낭독했다. 빌헬름 1세에 이어 독일 제국 황제로 등극한 프리드리히 3세는 후두암에 걸린 중환자였기 때문에 그의 시대가 얼마 가지 못했다. 56세 나이로 황제 자리에 오른 프리드리히 3세는 길지 않을 자신의 재위 기간을 고려했기 때문에 내정 및 외정에 근본적인 변화를 모색하지 않았다. 아울러 그는 자신의 부인인 빅토리아가 비스마르크와 불편한 관계였음에도 불구하고 비스마르크와 결별하려는 생각을 하지 않았는데, 이는 그가 제국의 운영을 비스마르크에게 전적으로 위임시키려는 의도였다. 후두암으로 중병에 시달렸던 프리드리히 3세는 재위 99일만인 1888년 9월 15일에 사망했고, 29세의 혈기 왕성한 빌헬름 2세가 새로 제위에 즉위하였다. 평화주의자로서 전쟁과 폭력에 반대한 비스마르크는 곧 황제와 충돌하였고, 결국 1890년에 사직하였다. 비스마르크는 물러나면서 '이런 식으로 가면 내가 떠나고 15년 후엔 파멸이 올 것이다.'라고 했다.

### 말년

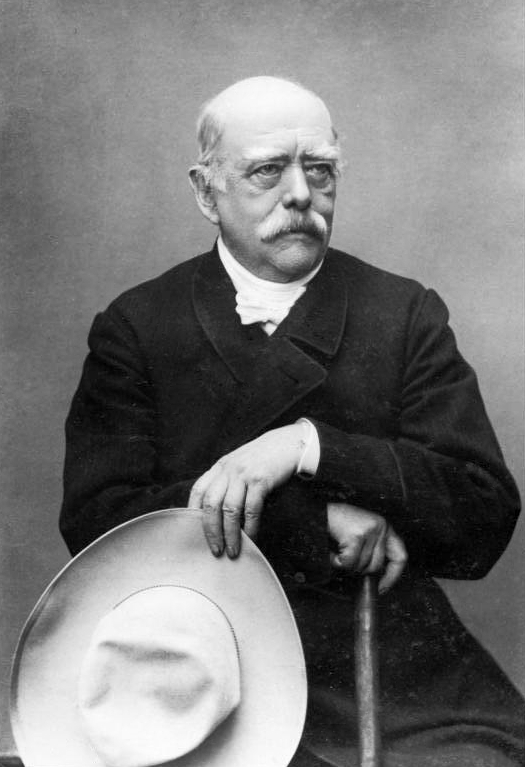
1890년의 비스마르크

정계은퇴 이후 비스마르크는 바르친(Varzin)과 함부르크 인근의 프리드리히스루에서 지냈다. 이시기 프리드리히스루를 찾은 수많은 방문객들이 비스마르크를 찾아가 경의를 표하면서 그를 '게르만의 영웅'으로 간주하기도 했다. 방문객들의 이러한 찬사는 1895년 4월 비스마르크가 80회 생일을 맞았을 때 절정을 이루었다. 450개 이상의 도시들이 비스마르크에게 명예시민증(ehrenbuergerwuerde)을 주었고 9875통의 전보와 45만 통의 편지가 3월 25일부터 4월 2일까지 비스마르크에게 전달되었다. 아울러 그는 수많은 연회에서 축하를 받았다.
이 당시 비스마르크는 다시 공직으로 돌아가겠다는 생각을 하지 않았다. 그는 개인 자격으로 정치문제에 대해 언급할 권리가 있음을 항상 강조했고 그의 이러한 의도는 신문 사설 등 통해 간헐적으로 나타났다.
이후 1890년 10월부터 약 2년간 회고록 집필에 주력했다. 그리고 해임되고 정계은퇴한 비스마르크는 이후에도 자신과 빌헬름 1세와의 돈독했던 관계를 누차 걸쳐 강조했으며 그 시대를 회상하는 데 많은 시간을 할애하기도 했다. 그러나 그는 빌헬름 2세에 대한 개인적 비판은 자제했다. 1894년 12월 27일에는 비스마르크의 부인 요하나 폰 푸트카머가 바르친에서 사망했다. 부인의 죽음은 비스마르크에 있어서 충격이 컸고 건강에도 심대한 영향을 끼쳤다.
퇴임 이후에도 비스마르크는 정치 문제에 대한 관심을 표명했었는데, 1896년 10월 24일자 함부르크 지역신문에 '오스트리아-헝가리 제국과의 동맹 체제 구축' 옹호와 '빌헬름 2세가 러시아와 맺은 재보장조약을 연장하지 않은 것은 어리석은 짓이다.'라는 내용 등으로 사설을 게재했다.
1896년 접어들면서 그는 건강이 악화되면서 1898년 7월 30일 오후 11시에 딸이 지켜보는 가운데 임종했다.

## 사후

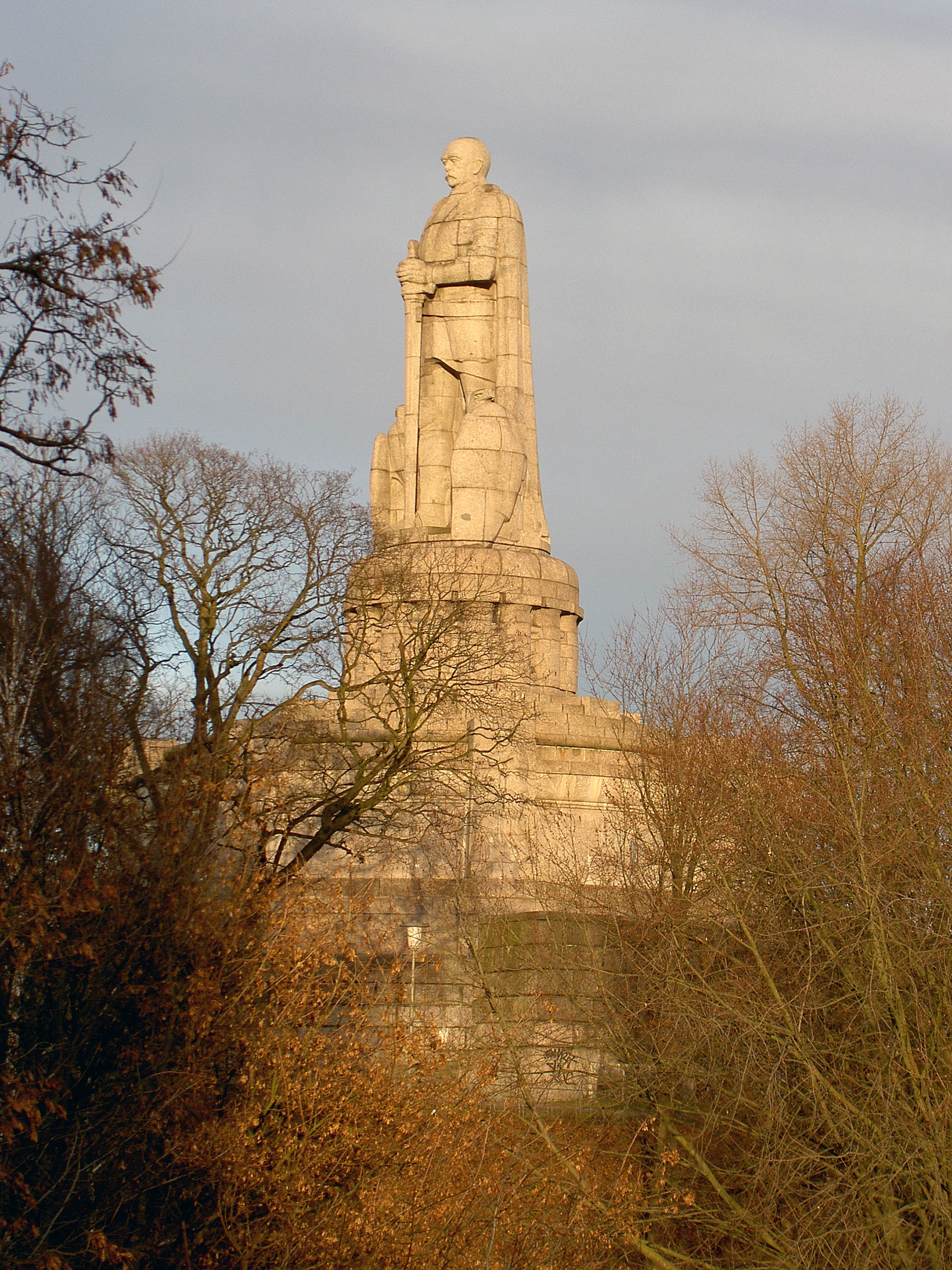
함부르크의 비스마르크 기념물

비스마르크가 임종을 맞았을 당시 독일 황제 빌헬름 2세는 북해에 있었다. 북해에서 비스마르크의 사망소식을 들은 빌헬름 2세는 급히 함부르크의 인근 작은도시인 프리드리히스루에 와서 비스마르크의 장례식에 참석했다. 빌헬름 2세는 비스마르크의 가족에게 장례식을 국장으로 하겠다는 의사를 밝혔지만 가족들은 그러한 제의를 정중히 거절했다. 비스마르크의 시신은 그의 희망에 따라 집에서 멀리 떨어지지 않은 장소에 묻혔다.

## 평가와 비판

### 평가

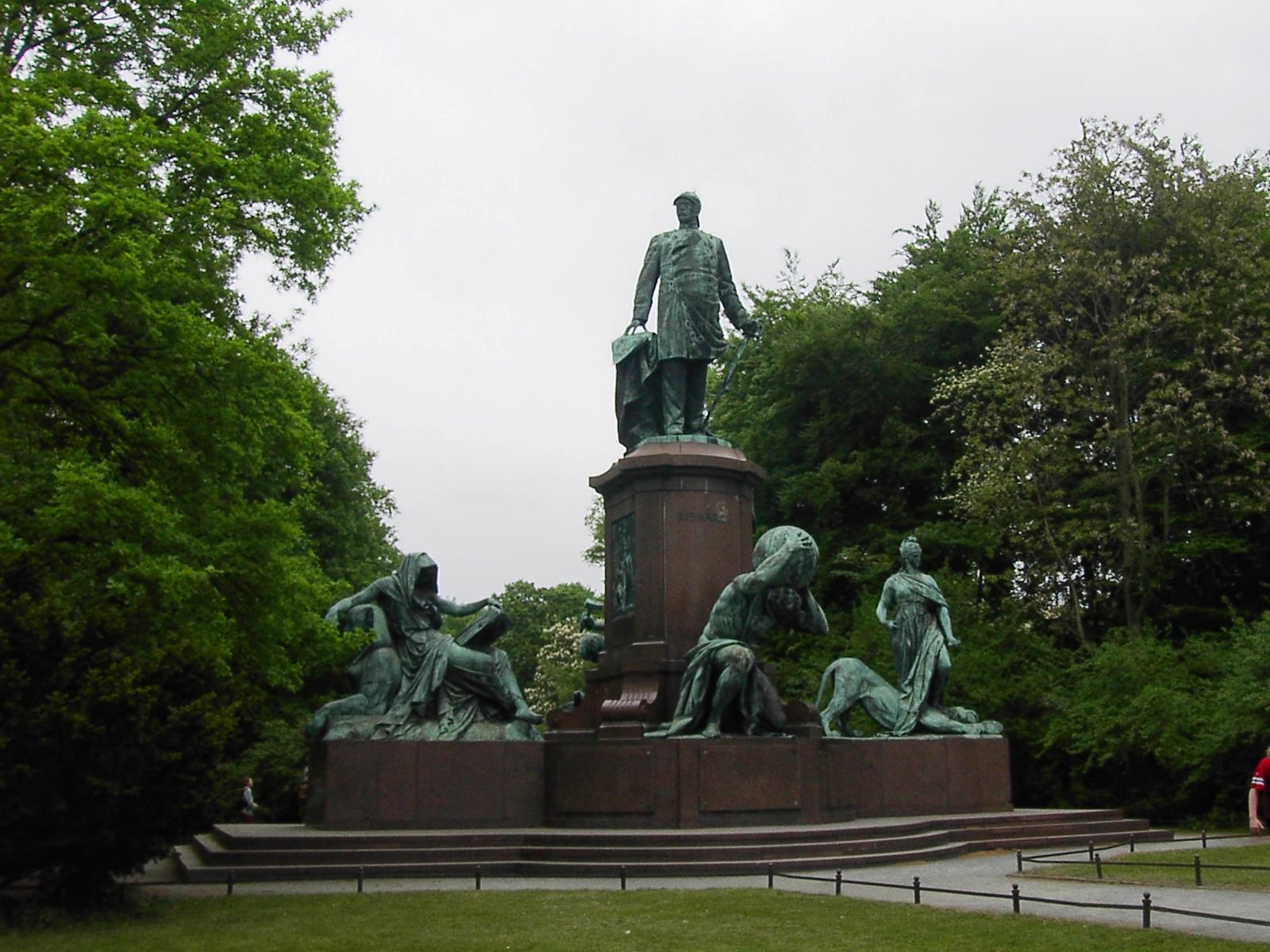
오토 폰 비스마르크 기념물, 베를린

역사가들은 독일의 정치 문화에서 지난 125년 동안 비스마르크의 이미지가 지닌 중요성과 기능과 내용에 관한 폭넓은 합의를 이루어냈다.
독일 역사에서 최초로 통일을 이룩했던 정치가로 독일을 진정한 강대국 대열에 올려놓았다는 점에서 높은 평가를 받는다. 수 백년간 지속된 독일권의 지역주의를 타파하고 강력한 민족국가로서의 독일제국을 탄생시키는 데 주도적인 역할을 담당했다. 또한 1860년대 초반부터 구체화되기 시작한 독일권의 통합과정에서 적지 않은 장애 요인들과 직면했는데 그럴 때마다 비스마르크는 자신의 정치적 역량을 발휘하여 그러한 장애요인들을 효율적으로 제거했다. 독일제국 수상으로 있을 때 비스마르크는 '세계 최초로 의료보험, 산재보험, 노인복지법' 등 정책을 실행하여 사회보장제도의 기틀을 마련한 인물이란 점에서 커다란 의의를 남겼다. 이 부분에 대해선 당시 유럽에서 유행하던 사회주의 세력을 견제하기 위한 '선제적 조치'라는 평가가 있다.

### 비판
한편으로는 자신의 정책 실현과 관련하여 여론의 공감대를 얻고자 노력하지 않았다는 점과 여론에 대한 부정적 인식에 대해 배려하는 자세가 보이지 않았다는 점에 있어서 부정적 시각이 있다. 비스마르크는 철저한 '현실정치가'라고 할 수 있는데, 이러한 그의 자세는 정책에 대한 불만 세력의 결집 및 활동의 원인이 되기도 했으며 훗날 빌헬름 2세와의 갈등에서 대중들이나 정당들로부터 인기를 얻지 못했다는 점에 있어서 부정적인 평가가 있다.

## 기타

### 비스마르크에 대한 오해
비스마르크에 대해서는 '철혈 재상'이라는 인상이 일방적으로, 지나치리만큼 강조돼 왔다. 그러나 이는 비스마르크의 반대파가 그를 깎아내리기 위해 사실을 대폭 과장한 것이다. 비스마르크가 통일 과정에서 '철혈적인' 모습을 보인 것은 사실이나, 막상 통일이 되자 그는 평화주의적 정책으로 전환해 평화유지에 힘썼다. 또한, 철혈재상 등과 같은 전반적인 이미지와는 다르게 비스마르크는 매우 유머감각이 뛰어났고 상당히 감수성이 풍부한 감상적인 성향도 있었다고 한다. '철혈 재상'이라는 말은 비스마르크를 왜곡하고 모함하는 말이다.

## 저서
사직 후에 정리한 그의 《회상록(Gedanken und Erinnerungen)》(3권, 1898~1919)은 당시 시대상에 대한 귀중한 자료가 되고 있다.

## 같이 보기
- 프로이센
- 독일 제국
- 보오전쟁
- 보불전쟁
- 문화투쟁
- 빌헬름 1세
- 빌헬름 2세
- 쇼펜하우어
- 나폴레옹 3세

## 주해
1. ↑  아버지는 프로이센의 융커계층 출신이었고, 융커 계층은 사관학교에 진학해서 장교로 지내는 것이 전통이었다.
2. ↑  

비스마르크는 셰익스피어, 바이런 등의 작품을 흥미롭게 읽었지만 괴테의 작품에는 별 흥미를 못 느꼈다. 포이어바흐의 저서를 읽기도 했다. 이 당시에 비스마르크는 "신의 존재는 인정하지만 그 섭리나 예배는 인정 못한다"라고 표명하기도 했다. 아울러 비스마르크 자신이 물려받은 상속 재산에 포함된 부채를 빠른 시일내에 청산했기 때문에 2200모르겐(1모르겐은 두 필의 소가 오전 중에 경작할 수 있는 넓이로 오늘날의 2에이커 정도의 면적이다)에 달하는 장원을 소유할 수 있었는데, 그 안에는 저택, 곡물 창고, 마굿간, 양조장, 대장간, 오두막 등등 있었다. 또한 그는 44명의 소작농을 거느렸다.
3. ↑  이 당시 비스마르크는 마리 폰 타텐이 결혼했음에도 불구하고 그녀에 대해 깊은 연민의 정을 가지고 있었다. 따라서 비스마르크는 마리 폰 타텐이 살아있는 동안 다른 여인에게 눈을 돌릴 수가 없었다. 그러나, 마리 폰 타텐의 갑작스러운 죽음은 비스마르크로 하여금 그동안 적극성을 보이지 않았던 요하나에 대해 관심을 가지게 했다.
4. ↑  1848년 2월 22일, 프랑스 수도 파리에서 국왕 루이 필리프 정부의 실정을 비난하는 정치개선 촉진회가 공화주의자 및 사회주의자들의 주도로 개최되었지만 정부의 신속한 개입으로 집회는 무산되었다. 이에 집회에 참여한 사람들은 거리에 나서게 되었고 그것은 2월 혁명 발발의 직접적인 요인이 되었다.
5. ↑  덴마크와의 전쟁에서 핵심적 역할을 담당했던 비스마르크는 국왕 빌헬름 1세로부터 백작칭호를 받는다.
6. ↑  1865년 8월 14일에 체결된 '가슈타인 협정'에 따라 오스트리아는 홀슈타인, 프로이센은 슐레스비히 지방을 차지했다.
7. ↑  독일-오스트리아 동맹이 그 도화선이었다.
8. ↑  후두암에 걸리기 전에 프리드리히 3세는 군사적인 색채가 강한 기존의 프로이센의 정치 체제를 영국식 의회 중심 체제로 변경시켜야 한다는 생각을 가지고 있었고, 그것을 실현시키는 데 필요한 방안도 구상했었다.
9. ↑  실제로 비스마르크의 이러한 정책들 때문에 독일 제국 내의 사회주의, 사회민주주의 세력은 힘을 잃게 되었다.<비스마르크·독일제국을 탄생시킨 현실 정치가>,살림 출판사, 김장수 지음.p68

## 참고 자료
- 네이버 캐스트 : 오늘의 인물 - 오토 폰 비스마르크
- <비스마르크 : 독일제국을 탄생시킨 현실정치가>,김장수 지음. 살림출판사.
- 백선희 (2003년 9월 23일). 《오토 폰 비스마르크》. 서울: 동아일보사. ISBN 978-89-7090-324-8.
- 강미현 (2010년 11월 25일). 《비스마르크 평전: 비스마르크, 또 다시 살아나다》. 서울: 에코리브르. ISBN 978-89-6263-041-1.
- 황보종우 (2003년 9월 1일). 《청소년을 위한 세계사 사전》. 청아출판사. ISBN 978-89-368-0097-0.
- <독일제국 1871~1919>,미하엘 슈튀르머 저. 을유문화사.
- <먼나라 이웃나라 3권-도이칠란트 편>-이원복 지음. 김영사.
- 강정인; 오향미; 이화용; 홍태영 (2010년 5월 31일). 《유럽 민주화의 이념과 역사 : 영국ㆍ프랑스ㆍ독일》. 후마니타스. ISBN 978-89-6437-115-2.
- 독일제국 건설 비스마르크
- <오늘속으로(7월28일)> 비스마르크
- ‘철혈 보수주의자’ 비스마르크 세계 최초로 사회보장제 도입
- 독일 통일의 아버지 ‘비스마르크 생애’ 소개
- 네이버 인물 캐스트 <비스마르크>편.
- ZDF다큐멘터리 '독일 1천년사'
- Craig, Gordon A. Germany, 1866-1945 (1978) online edition 보관됨 2011-06-24 - 웨이백 머신
- Crankshaw, Edward. Bismarck. The Viking Press. (1981).
- Eyck, Erich. Bismarck and the German Empire. (1964). excerpt and text search
- Feuchtwanger, Edgar. Bismarck (Routledge Historical Biographies) (2002) 276 pp, basic starting point
- Gall, Lothar. Bismarck: The White Revolutionary (1986) 2 vol
- Holborn, Hajo. "The Constitutional Conflict in Prussia and the Early Years of the Bismarck Ministry" pages 131–172, "The Founding of the New German Empire, 1865-71", pages 173–229, "Bismarck and the Consolidation of the German Empire, 1871-90", pages 233–297, from  The History of Modern Germany 1840–1945. Alfred A Knopf (1969)
- Hollyday, F. B. M. Bismarck (Great Lives Observed), Prentice-Hall, (1970).
- Kent, George O. Bismarck and His Times 1978 online edition 보관됨 2011-09-15 - 웨이백 머신
- Lerman, Katharine Anne. Bismarck: Profiles in Power. Longman, 2004. ISBN 0-582-03740-9; 312pp
- Ludwig, Emil, Bismarck: The Story of a Fighter, (1927)
- Paur, Philip. "The Corporatist Character of Bismarck's Social Policy," European History Quarterly, Oct 1981; vol. 11: pp. 427 – 460.
- Pflanze, Otto. Bismarck and the Development of Germany. (3 vols. 1963–90).
- Pflanze, Otto. "Bismarck and German Nationalism," American Historical Review, Vol. 60, No. 3 (Apr., 1955), pp. 548–566 in JSTOR
- Robinson, Janet, and Joe Robinson. Handbook of Imperial Germany (2009) excerpt and text search
- Sheehan, James J. German History, 1770-1866 (1989), dense, thorough political history
- Sheehan, James J. German liberalism in the nineteenth century 1978. online at ACLS e-books
- Stern, Fritz. Gold and Iron: Bismarck, Bleichröder and the Building of the German Empire. Penguin. (1977).
- Taylor, A. J. P. Bismarck: the Man and the Statesman. Alfred A Knopf, New York, (1969).
- Urbach, Karina. "Between Saviour and Villain: 100 Years of Bismarck Biographies," Historical Journal 1998 41(4): 1141-1160
- Waller, Bruce. Bismarck at the Crossroads. The Reorientation of German Foreign Policy after the Congress of Berlin 1878-1880 (1974)
- Wehler, Hans-Ulrich "Bismarck's Imperialism 1862–1890" Past and Present, No. 48, August 1970. pages 119–155
- Wetzel, David. A Duel of Giants: Bismarck, Napoleon III, and the Origins of the Franco-Prussian War (2003)

### 역사문헌과 회고록
- Frankel, Richard. "From the Beer Halls to the Halls of Power: The Cult of Bismarck and the Legitimization of a New German Right, 1898-1945," German Studies Review, Vol. 26, No. 3 (Oct., 2003), pp. 543–560 in JSTOR
- Frankel, Richard E. Bismarck’s Shadow. The Cult of Leadership and the Transformation of the German Right, 1898–1945 (2005); 222 pp. ISBN 1-84520-033-0,
- Gerwarth, Robert. "Inventing the Iron Chancellor," History Today 2007 57(6): 43-49, in EBSCO
- Gerwarth, Robert. The Bismarck Myth: Weimar Germany and the Legacy of the Iron Chancellor (2005) 216 pp.; 019928184X
- Müller, Frank Lorenz. "Man, Myth and Monuments: The Legacy of Otto von Bismarck (1866–1998)," European History Quarterly 2008 v.38 pp 626+ DOI: 10.1177/0265691408094517
- Russell, Mark A. "The Building of Hamburg's Bismarck Memorial, 1898-1906," Historical Journal, Vol. 43, No. 1 (Mar., 2000), pp. 133–156 in JSTOR
- Steefel, Lawrence D. "Bismarck," Journal of Modern History, Vol. 2, No. 1 (Mar., 1930), pp. 74–95 in JSTOR
- Stürmer, Michael. "Bismarck in Perspective," Central European History, Vol. 4, No. 4, 1870/71 (Dec., 1971), pp. 291–331 in JSTOR

### 1차 사료
- Bismarck, the Man & the Statesman: Being the Reflections and Reminiscences of Otto, Prince Von Bismarck. Volume: 1. (1899)online edition 보관됨 2011-06-24 - 웨이백 머신
- "Thoughts and Reminiscences" by Otto von Bismarck Vol. I
- "Thoughts and Reminiscences" by Otto von Bismarck Vol. II
- Bismarks Memoirs Vol. II.
- The correspondence of William I. and Bismarck: with other letters from and to Prince Bismarck ed Ford (1903)

| 전임 호엔촐레른 공작 아돌프 루트비히 | 제10대 프로이센 왕국 총리 1862년 9월 23일 ~ 1873년 1월 1일 | 후임 알브레히트 폰 론 |

| 전임 신설 | 제1대 독일 제국 제국수상 1871년 3월 21일 ~ 1890년 3월 20일 | 후임 레오 폰 카프리비 |

| 전임 신설 | 제1대 비스마르크 후작 1871년 ~ 1898년 | 후임 헤르베르트 폰 비스마르크 후작 |

| 전임 알브레히트 폰 론 | 제12대 프로이센 왕국 총리 1873년 11월 9일 ~ 1890년 3월 20일 | 후임 레오 폰 카프리비 |